# Djanet
Ne doit pas être confondu avec Djinet.
Djanet (en arabe : جانت , en tifinagh : ⵊⴰⵏⴻⵜ), est une commune de la wilaya de Djanet,  en Algérie, dont elle est le chef-lieu. Cette oasis est la principale ville du sud-est du Sahara algérien, située à 2 300 km d'Alger, à 100 km de la frontière avec la Libye et à 290 km de l'oasis libyenne de Ghat. La commune est peuplée essentiellement de Touaregs Kel-Ajjer. Djanet est la capitale du Tassili n'Ajjer avec une population d'environ 10 000 habitants. Elle était connue sous le nom de Fort Charlet du temps de l'Algérie française.

## Géographie

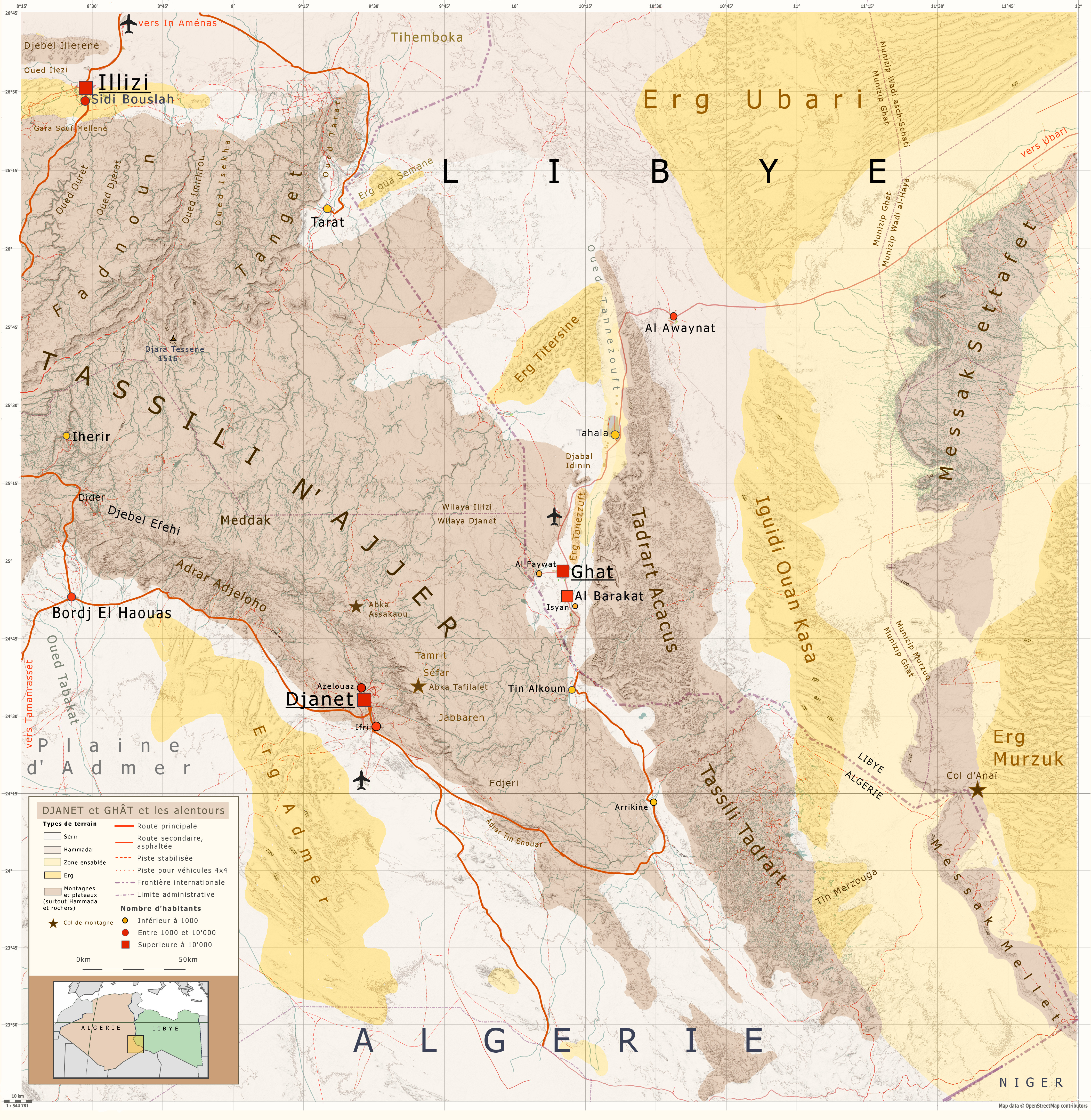
Djanet et ses environs.

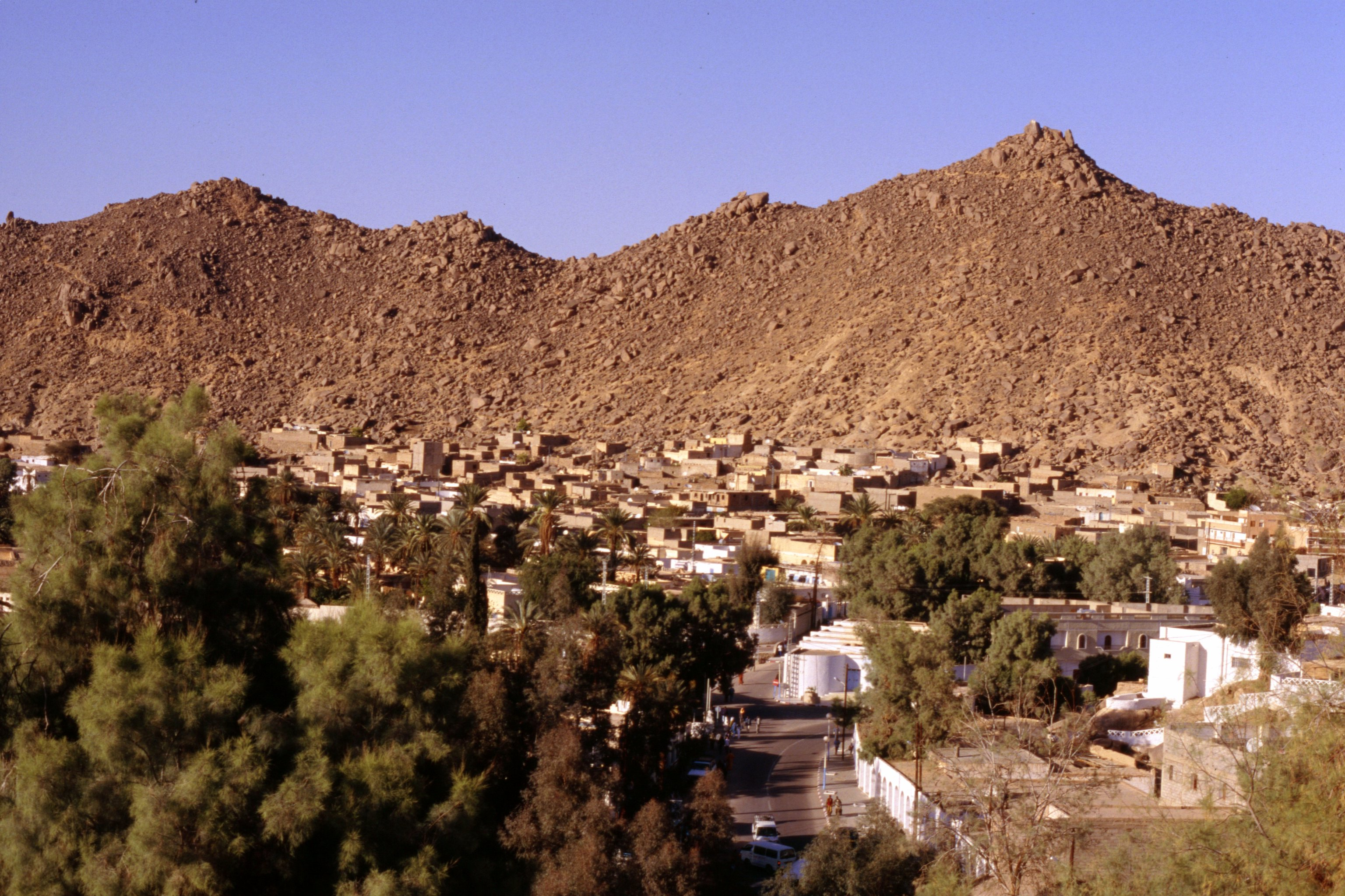
Djanet, vue générale de la ville.

Djanet est située à l'est de l'erg Admer, au nord-ouest de la Tadrart Rouge, et au pied du plateau du Tassili N'Ajjer, à une altitude de 1 050 m. Elle est traversée par l'oued Idjeriou (signifiant la mer) qui permet d'alimenter sa palmeraie. Elle est un axe important de communication de liaison avec Ghat en Libye voisine.
|                 | Illizi             |                |
| Bordj El Haouas | Djanet             | Libye          |
| Tazrouk         | Iférouane ( Niger) | Djado ( Niger) |

## Histoire
La région de Djanet est habitée depuis le Paléolithique inférieur, comme le témoignent les bifaces et hachereaux trouvés dans les environs de l’oasis ou dans l’erg Admer. Les gravures rupestres du Tassili qui entourent Djanet rappellent que la contrée était verdoyante et fertile il y a plus de 10 000 ans. En effet, celles-ci représentent des troupeaux de bovins, des animaux de la savane (girafe, rhinocéros, éléphant, autruche, pelorovis) et des humains. Djanet est très probablement un point de passage important pour les bergers à l'Holocène comme le démontrent leurs traces et vestiges (poteries, outillages lithiques, restes d'animaux), ainsi qu'un point de rassemblement de nombreux troupeaux conduits en transhumance. La région est composée de rivières, qui après avoir quitté les plateaux, parcourent la plaine d'Admer en formant des lacs et marécages. Des restes de fossiles de bulbes et rhizomes de phragmites retrouvés dans les fonds argileux permettent d'attester l'existence d'un Sahara vert durant la dernière période pluviale du Sahara entre 10 000 et 3 900 av. J.-C.
Djanet est fondée au Moyen Âge par les Touaregs Kel-Ajjer (ou Azgâr), bien qu'elle ne fasse que tardivement l'objet de mention. Cités au Xe siècle par le géographe Ibn Hawqal, les Banu Adjar-Fazzan, notamment, sont une population berbère, hawwara et ibadite émigrée vers le sud en raison des conflits politico-religieux associés à l’implantation de l’Islam sunnite dans la région méditerranéenne. Leur capitale, Aksintila (ou Aksantila), serait localisée dans la région de Ghat dans le Tassili. Puis au XIIe siècle, les Ajjers sont mentionnés plus clairement par le géographe Al Idrissi, comme tribu berbère vivant dans la montagne Tantano, ancien nom du Tassili. Il décrit la région comme riche en eau et en pâturages. Plusieurs localités sont citées, Begâma, villes de Châma, Ghadamès, Tessâwa, mais pas Djanet ou Ghat. Selon Belhachemi, ces deux villes sont pourtant déjà existantes et font office de relais sur l’axe caravanier transsaharien. Les habitants de la région sont ainsi les convoyeurs des caravanes traversant la région. Au XIVe siècle, lors de sa visite de Takedda dans le massif de l'Aïr, Ibn Battûta est reçu par le juge de la ville Abou Ishak el-Djânâty, dont le nom pourrait être associé à Djanet d'après Joseph Cuoq et Faouzia Belhachemi,.

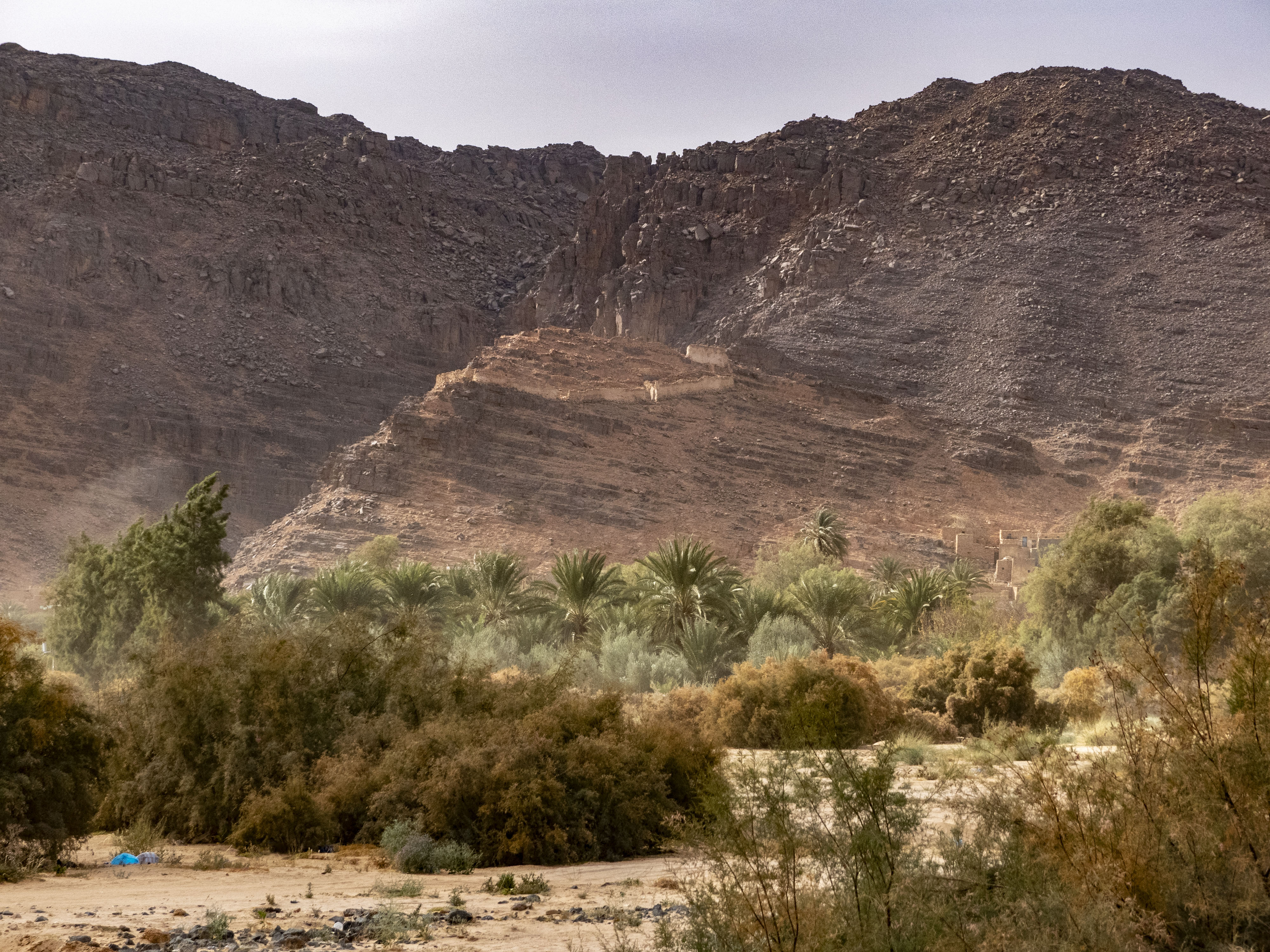
Forteresse de Ghaoun.

La première mention historique de Djanet est ainsi tardivement donnée par la tradition orale rapportée par les premiers européens découvrant la région, par exemple par Henri Duveyrier en 1864. La palmeraie aurait été gouvernée XVe siècle par un sultan toubou teda nommé Ghaoun, qui a fait construire une forteresse au dessus du ksar d'Adjahil, tous deux existant encore aujourd'hui.

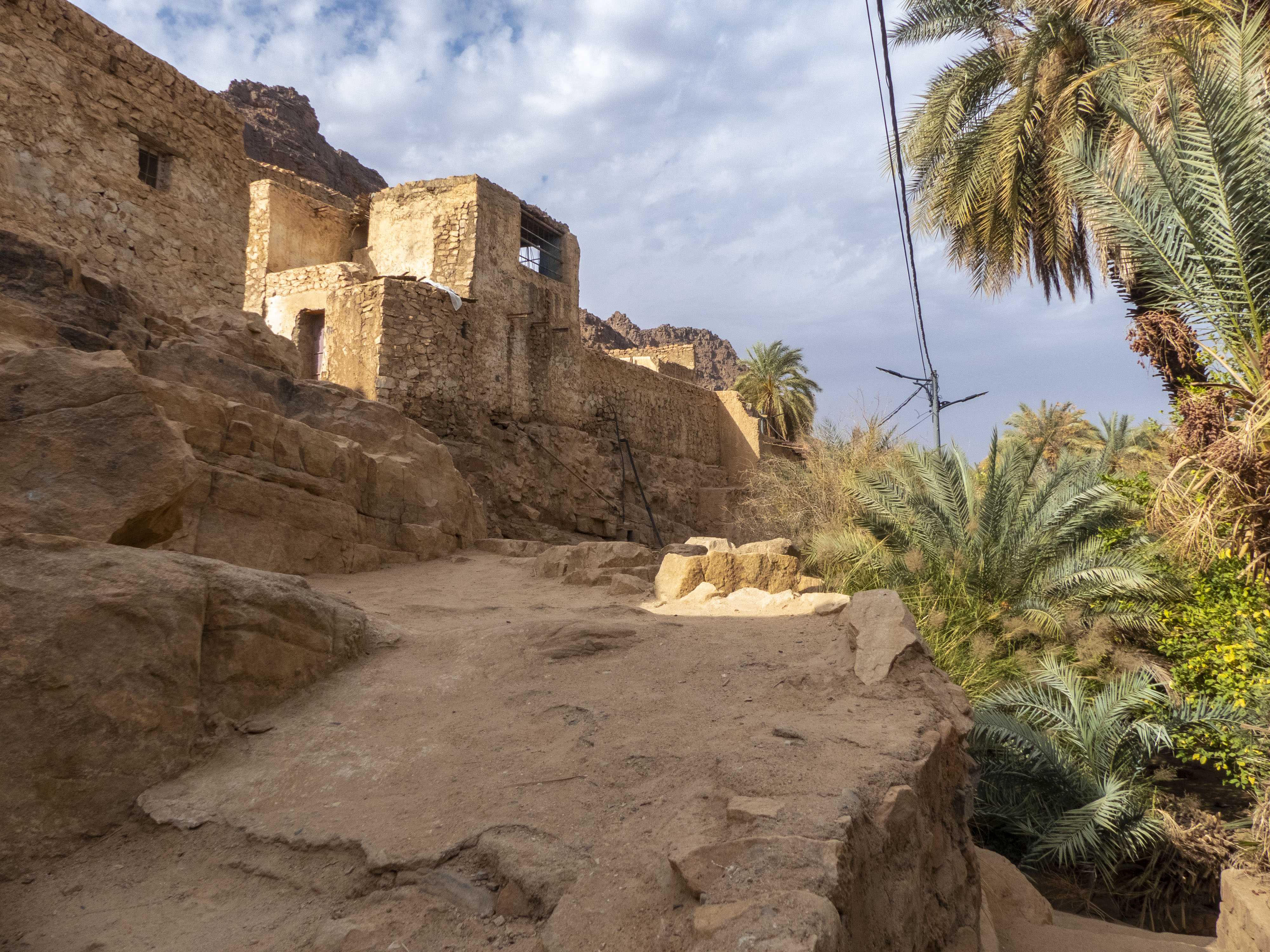
Ksar d'Adjahil.

Les ksours d'Adjahil, El Mihan et Azellouaz sont érigés au XVIe siècle, avant l’arrivée au pouvoir du clan chérifien Imenân, qui règne sur l’ensemble des Touaregs du nord : Kel Ahaggar (Hoggar), Kel Adagh (Adrar des Ifoghas) et Kel Ajjer (Tassili). Ils sont également mentionnés par la tradition orale. Le plus ancien ksar, Adjahil, a été fondé par le fils de Ghaoun, Ibba, tandis que son petit-fils, Tata, est devenu le chef du ksar El Mihan. Quant au ksar Azellouaz (ou Zellouaz), il a été bâti par l'aménokal Imenân Goma vers 1660. Ces ksours sont habités par des populations sédentaires de la région, notamment certaines tribus touaregs comme les Kel-Tin Alkoum, ainsi que les Haratins (ou Izzegarens).
Au XVIIe siècle, les Imenân sont renversés à la suite de révoltes de la confédération des Kel Ajjer et l'arrivée depuis le Niger d'un clan Ourâghen mené par Mohamed ag Tinekerbâs, qui se proclame ensuite aménokal des Touaregs Ajjer. Les Kel Ahaggar se détachent de la tutelle des Kel Ajjer pour constituer leur propre confédération (ettebel) de tribus. A cette époque, Djanet est une des plus importantes oasis du Tassili, mais ne représente pour les Ourâghen qu'une petite source de provisions permanentes en dattes, blé et orge. Leurs ressources viennent des transactions caravanières de Ghat.
À la fin du XIXe siècle, la conférence de Berlin de 26 février 1885 définit les modalités du partage de l'Afrique entre les puissances européennes, le traité du 5 août 1890 entre la France et le Royaume-Uni délimite les zones d'influence respectives des deux pays au Sahara et au Soudan. Le refus de l'occupation française, va voir l'émergence, tout au long de la fin du XIXe siècle, des mouvements insurrectionnels notamment dans les régions sahariennes. En réponse, la France réprime durement les touaregs lors de la bataille de Tit, près de Tamanrasset, le 7 mai 1902. Les Ottomans, qui ont une autorité nominale sur le Fezzan libyen, renforcent leur présence dans la région au début du XXe siècle en réaction aux poussées des Européens en Afrique. En 1905, les turcs, et leur capitaine Abd-el-Kader-Djamy Bey, installent une garnison à Ghat et mènent quelques combats contre les méharistes français, poussant jusqu'à Djanet dont ils revendiquent la possession. Un chef Imenân nommé Amoud Ibn Mokhtar invite les turcs à s'installer à Djanet dont il est le sultan, afin d'étendre son pouvoir contre le gré de l'aménokal des Kel Ajjer, Ingedazen ag Abakada, prêt à traiter avec les français. Malgré la révolution turque de 1908, les affrontements entre les différentes factions continuent et les turcs s'emparent de Djanet en 1909.
La guerre italo-turque de 1911 sonne le glas des ambitions ottomanes dans la région, les Français en profitent pour occuper Djanet en novembre 1911 chassant le cheikh Amoud. Le capitaine Édouard Charlet prend l'oasis le 27 novembre 1911, à la tête de 135 méharistes de la compagnie méhariste saharienne du Tiddikelt. Mais avant de partir, les Ottomans donnent des fusils modernes aux tribus touarègues, ce qui les aide à opposer une résistance aux colonisateurs. Une bataille a lieu à 20 km au sud de Ghat en avril 1913 entre une troupe de 40 méharistes français (en fait des guerriers arabes Châamba) et une harka de 250 touaregs Ajjer. Les français parviennent à se dégager par une charge à la baïonnette, mais doivent rejoindre à pied leur base située à 120 km, leurs montures ayant été massacrées.
Lors de la première guerre mondiale, les militaires français sont appelés en France et quittent le territoire. Les turcs, alors alliés aux allemands, sont restés sur place et apportent une aide à la population locale. Des Kel‑Ajjer, menés par le cheikh Ibrahim ag Abakada (ou Brahim Ben Bakda), attaquent les convois de ravitaillement des postes militaires français entraînant leur évacuation.
Après la guerre, l'influence germano-turque dans la région et en Libye a provoqué de 1916 à 1917 plusieurs révoltes généralisées en Ajjer, en Ahaggar, en Ayr et chez tous les Touaregs du Niger. Le 6 mars 1916, le cheikh Amoud attaque Djanet à partir de Ghat où il s'était retranché depuis 1911. Il a maintenant le soutien de l'aménokal des Kel Ajjer, Ingedazen ag Abakada. La défense constituée d'une cinquantaine de soldats, tous indigènes, mis à part deux Français tient 18 jours. Mais, à court de ressources, ils tentent une sortie et sont capturés quelques jours plus tard. Ils resteront en captivité dans le Fezzan jusqu'en 1918. Une mission de renfort française de 150 hommes arrivée deux jours plus tard mais insuffisamment équipée ne peut reprendre la ville face aux hommes du cheikh Amoud, équipés de canons pris aux Italiens et abandonnés par la garnison française. Le commandant militaire des territoires du Sud, Octave Meynier, avec l'accord du gouverneur général Charles Lutaud, constitue une imposante colonne d'un millier d'hommes et après plusieurs jours de combat reprend Djanet le 14 mai 1916. Cependant ce n'est qu'un succès partiel, les troupes senoussies ayant réussi à se replier sur Ghat. Meynier songe à pousser son avantage dans l'oasis voisine, mais ses supérieurs le lui interdisent, ne souhaitant pas éveiller les inquiétudes des Italiens nominalement maîtres de Ghat. La colonne, éloignée de 900 km de ses bases et non ravitaillée est à court de logistique. Au vu du peu d'intérêt des territoires en question et des combats qui font rage en Europe à cette époque, la présence militaire française dans l'Ajjer est jugée superflue. Un repli général de Djanet est organisé le 3 juillet puis en décembre de Fort Polignac (actuelle Illizi). Les forces françaises opèrent donc un retrait de 500 km vers l'ouest, laissant le soulèvement gagner tout le massif de l'Ajjer. Ce n'est qu'à l'automne 1918 que les Français reviennent dans la région. Le 28 octobre, un détachement parvient à Djanet qui est rebaptisée Fort Charlet, en hommage à l'officier Édouard Charlet, à la suite de l'installation d'un poste sur les hauteurs du ksar El Mihan. Des négociations entamées avec Amoud n'aboutissant pas, il est alors décidé de ne pas laisser de garnison sur place. L'oasis n'est définitivement réoccupée qu'en juillet 1920. Amoud continue sa lutte contre les Français jusqu'en 1923, date à laquelle il est expulsé du massif de l'Ajjer. Il se rend alors dans le Fezzan et aide les moudjahidines libyens dans leur lutte contre le colonialisme italien. L'annexe des Ajjers est installée à Fort Charlet, avec à son commandement Maurice Duprez, affecté auparavant au Fort Polignac à Illizi.
Lors de la seconde Guerre mondiale, des affrontements ont lieu entre la France et l'Italie qui souhaite installer ses troupes dans les hauteurs de Djanet à la suite du traité d'armistice de 1940. Les compagnies méharistes sahariennes et les troupes du général Leclerc battent les italiens dans le Fezzan en 1942. La France administre le Fezzan de 1942 à 1950, période durant laquelle Ghat est rattachée à l'annexe de l'Ajjer et en devient le chef-lieu à la place de Djanet. En 1950, le Fezzan, dont la partie libyenne du Tassili n'Ajjer, gagne son autonomie.
Durant la période coloniale française, Djanet fait partie du territoire des Oasis jusqu'en 1957 puis du département des Oasis de 1957 à 1962. En 1953, la découverte de gisements d'hydrocarbures engendre la création de la ville d’In Amenas ainsi que le développement d'importantes structures pétrolifères d'huiles et de gaz dès les années 1960, donnant à la région, et notamment à Illizi, une importance nouvelle.
Après le déclenchement de la guerre de libération algérienne, le cheikh Ibrahim ag Abakada revient, en 1955, pour lutter contre l'occupant français. Il rencontre l'un des dirigeants de la révolution, Ahmed Ben Bella, et devient le responsable du front de libération nationale (FLN) dans la région du Tassili n'Ajjer jusqu'à l'indépendance de l'Algérie. En octobre 1957, un convoi militaire français provenant de Touggourt et se dirigeant vers le Tchad est attaqué entre Djanet et Ghat en territoire libyen par des troupes de l'armée de libération nationale (ALN) dirigées par le commandant Mouloud Idir avec le soutien de combattants libyens. Cet événement est nommé la bataille d'Issine,.
Après l'indépendance de l'Algérie en 1962, Djanet est maintenue dans la wilaya des Oasis dont le chef-lieu est Ouargla de 1962 à 1974. Des heurts éclatent entre les nobles de l'Ajjer qui étaient partis à Ghat laissant leurs terres et les habitants restés sur place. Le président Ahmed Ben Bella adopte une politique de sédentarisation des populations nomades, ce qui marginalise les touaregs non sédentarisés. Au contraire, les haratins qui étaient marginalisés durant la colonisation, connaissent une promotion sociale et politique après l'indépendance du pays. Houari Boumédiène, qui prend la présidence de l'Algérie en 1965 à la suite du coup d’État contre Ben Bella, met en place des plans de développement financés par les revenus du pétrole nationalisé pour équiper des coopératives agricoles.

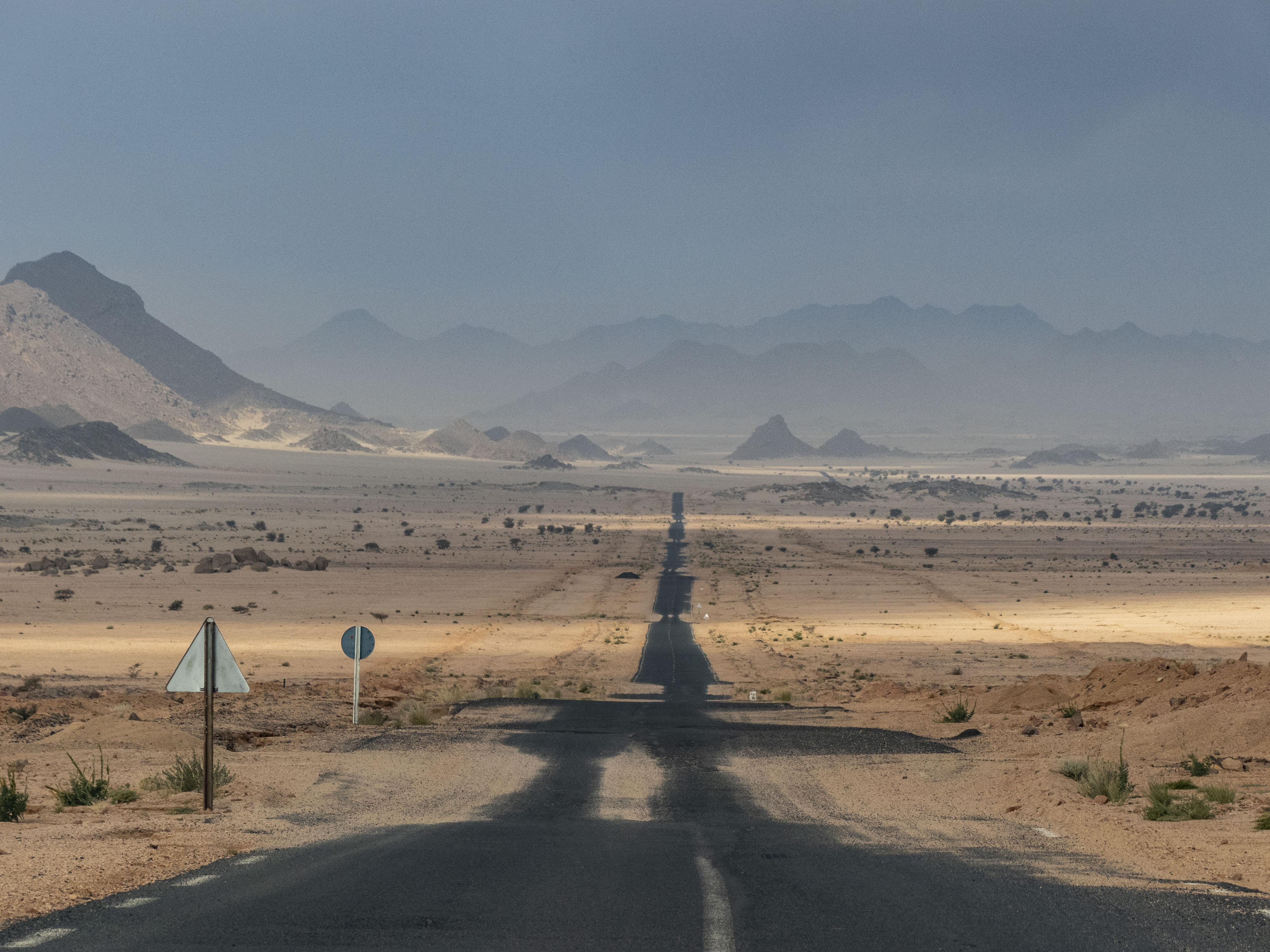
Route entre Djanet et la Tadrart Rouge.

Djanet reste à l'écart des activités économiques et politiques qui ont lieu plus au nord à In Amenas et Illizi, ou à Tamanrasset. La construction d'axes routiers permet progressivement de désenclaver le territoire, mais Djanet devra attendre 2001 pour être reliée aux axes goudronnés. La ville est toutefois une base arrière en surveillance des frontières algéro-nigériennes et algéro-libyennes. De part sa proximité avec les frontières lybiennes et nigériennes, elle attire des milliers d'immigrés subsahariens en transit ou qui viennent s'y installer.
Le parc culturel du Tassili est créé le 27 juillet 1972 et inscrit depuis 1982 sur la liste du patrimoine mondial de l'UNESCO puis classé réserve de l'Homme et de la biosphère depuis 1986. D'une superficie de 138 000 km2, il englobe le Tassili n'Ajjer, la Tadrart Rouge et l'Erg Admer. Le parc est considéré, comme l'un des plus grands et anciens « musées rupestres à ciel ouvert » du monde. La popularisation des gravures rupestres du Tassili dans les années 70-80 contribue à l'essor du tourisme et au réveil économique de Djanet,. Le 2 février 2001, la vallée d'Iherir, à 150 km de Djanet, est classée site Ramsar.
À la suite des redécoupages des wilayas, Djanet est intégrée à la wilaya de Ouargla de 1974 à 1984, puis à la wilaya d'Illizi de 1984 à 2019 et depuis 2019 à la wilaya de Djanet dont elle devient le chef-lieu.

## Administration
| Période                                  | Période  | Identité | Étiquette | Qualité |
| ---------------------------------------- | -------- | -------- | --------- | ------- |
|                                          | en cours |          |           |         |
| Les données manquantes sont à compléter. |          |          |           |         |

## Urbanisme
La ville d'origine est formée de trois ksours ou villages (igherman) constitués au XVIe siècle, El Mihan, Adjahil et Azellouaz, situés de part et d'autre de l'Idjeriou. Ce oued est bordé de part et d'autre d'une palmeraie de 40 000 palmiers. Par la suite, de nouveaux quartiers sont érigés et ont reliés les trois ksours.

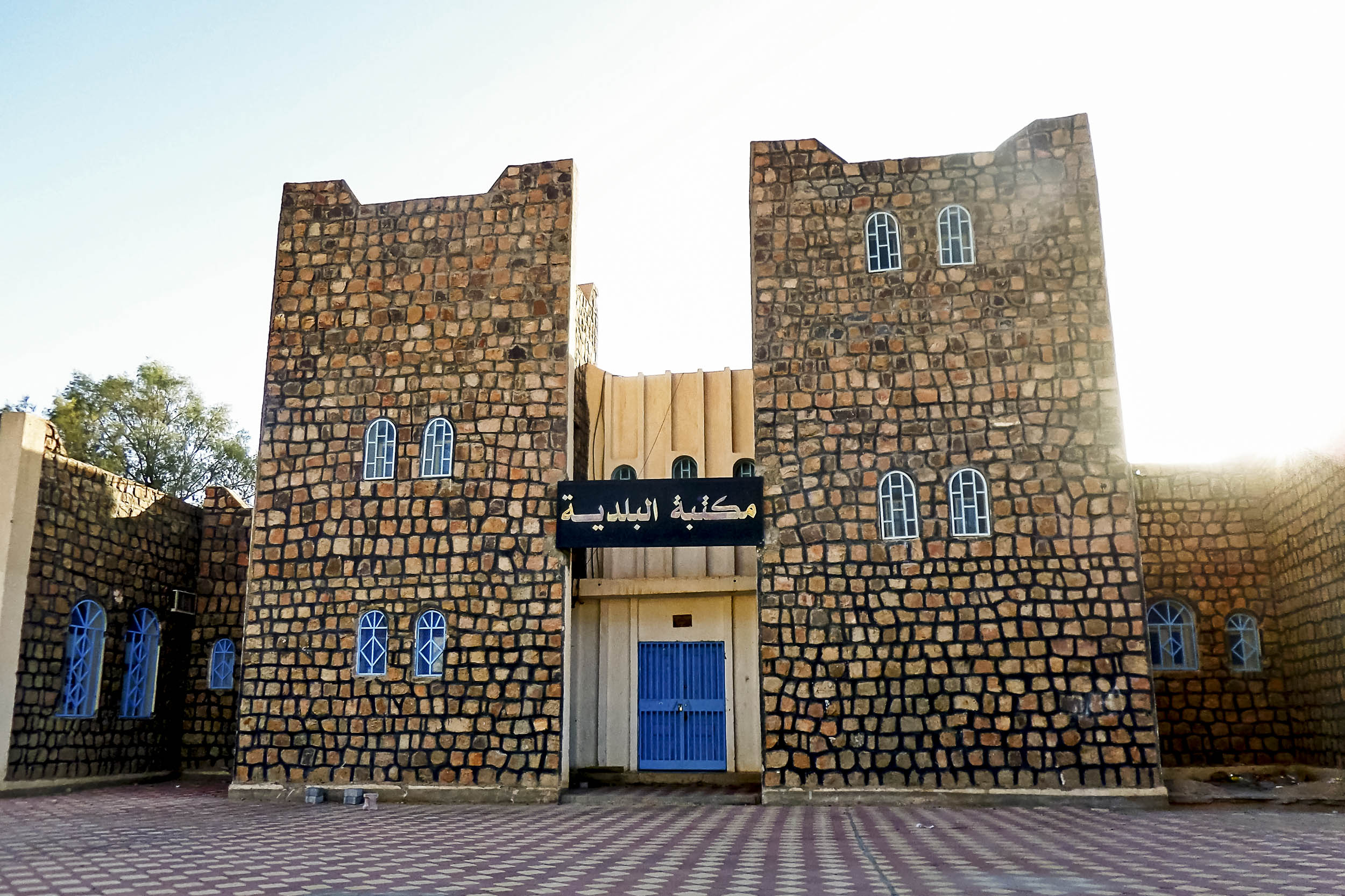
Bibliothèque municipale.
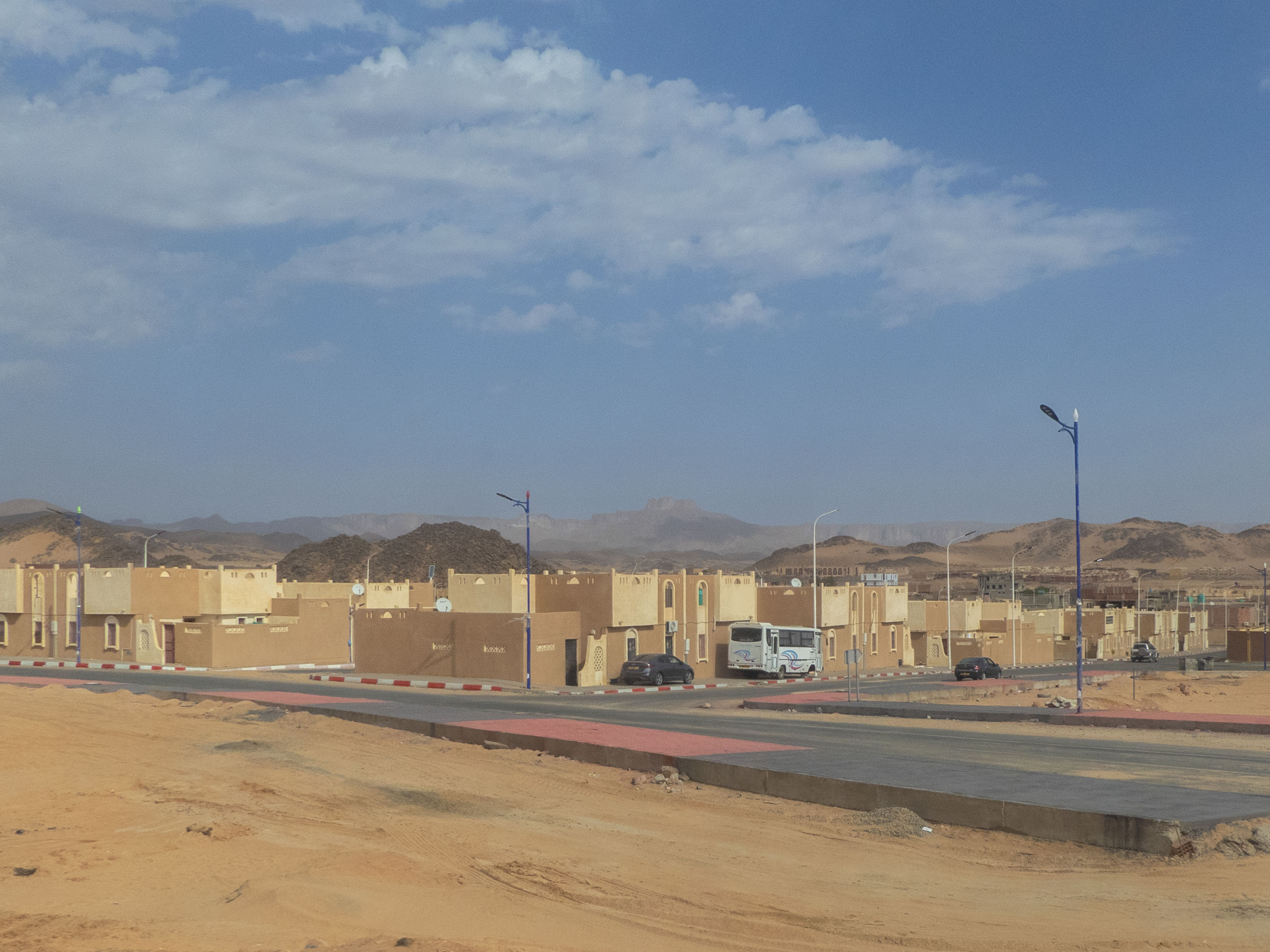
Nouveau quartier au sud de Djanet.
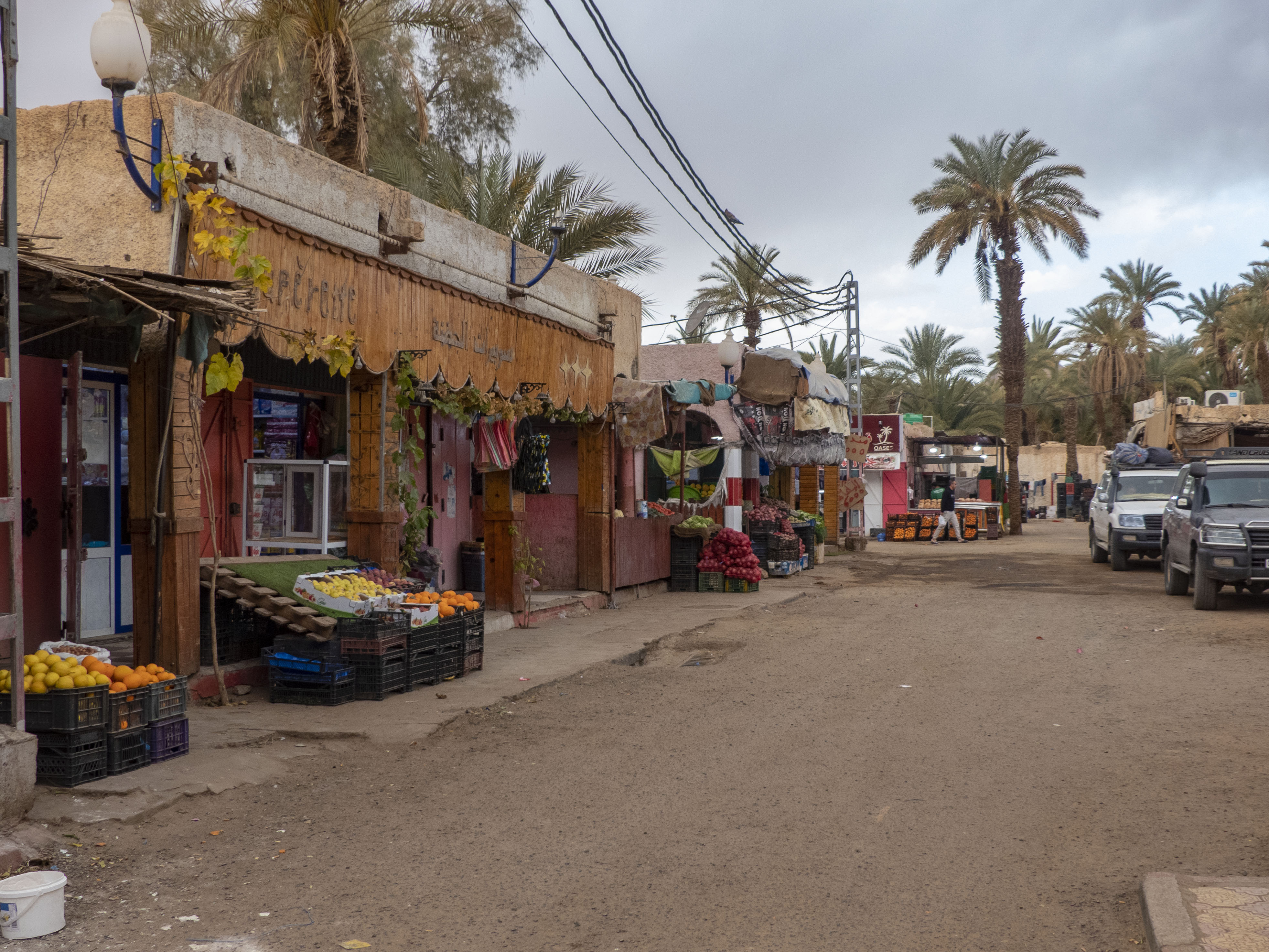
Rue commerçante.
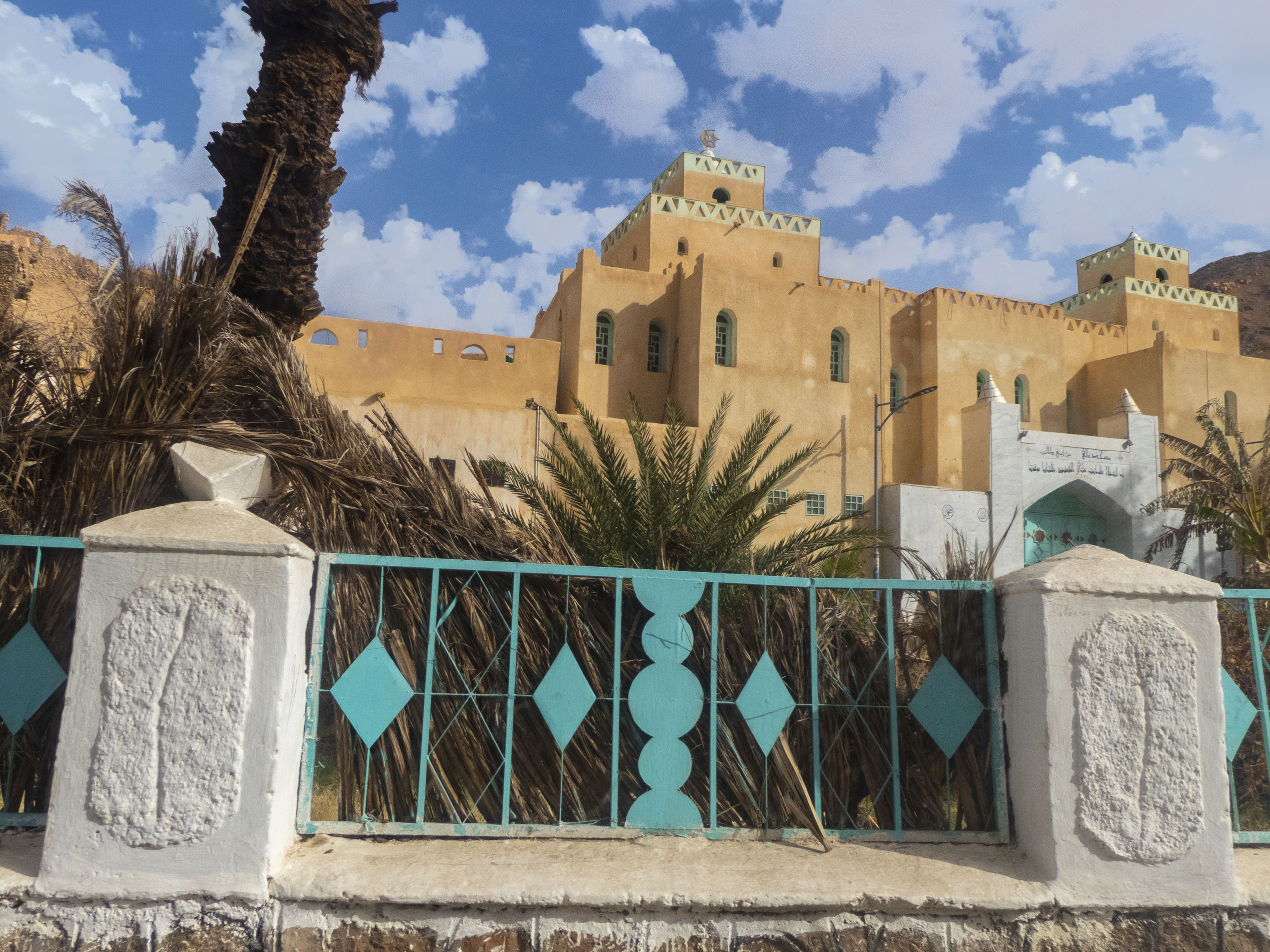
Mosquée Ali Ibn Abi Talib, ksar d'El Mihan.
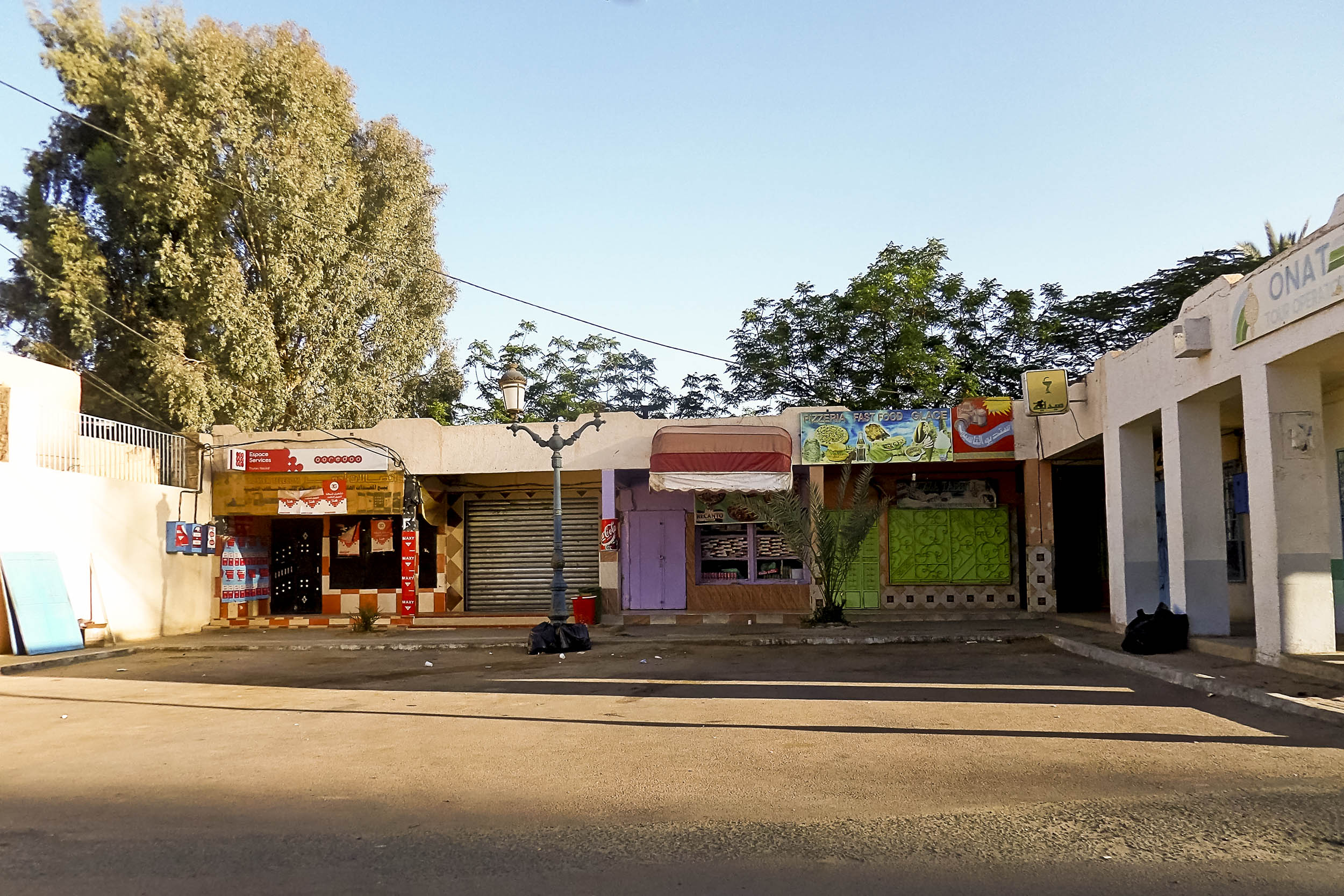
Place.
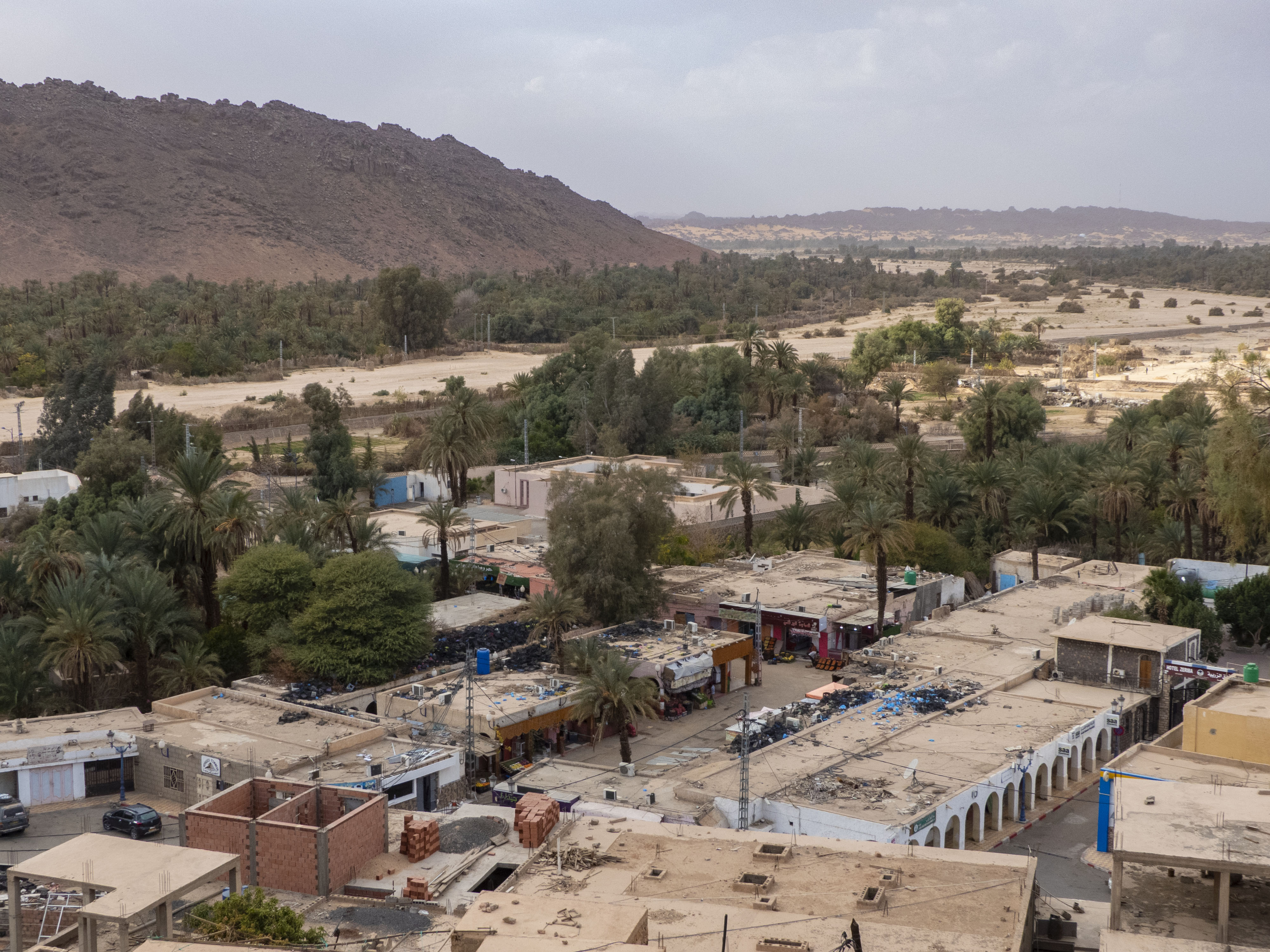
Vue sur le centre-ville.
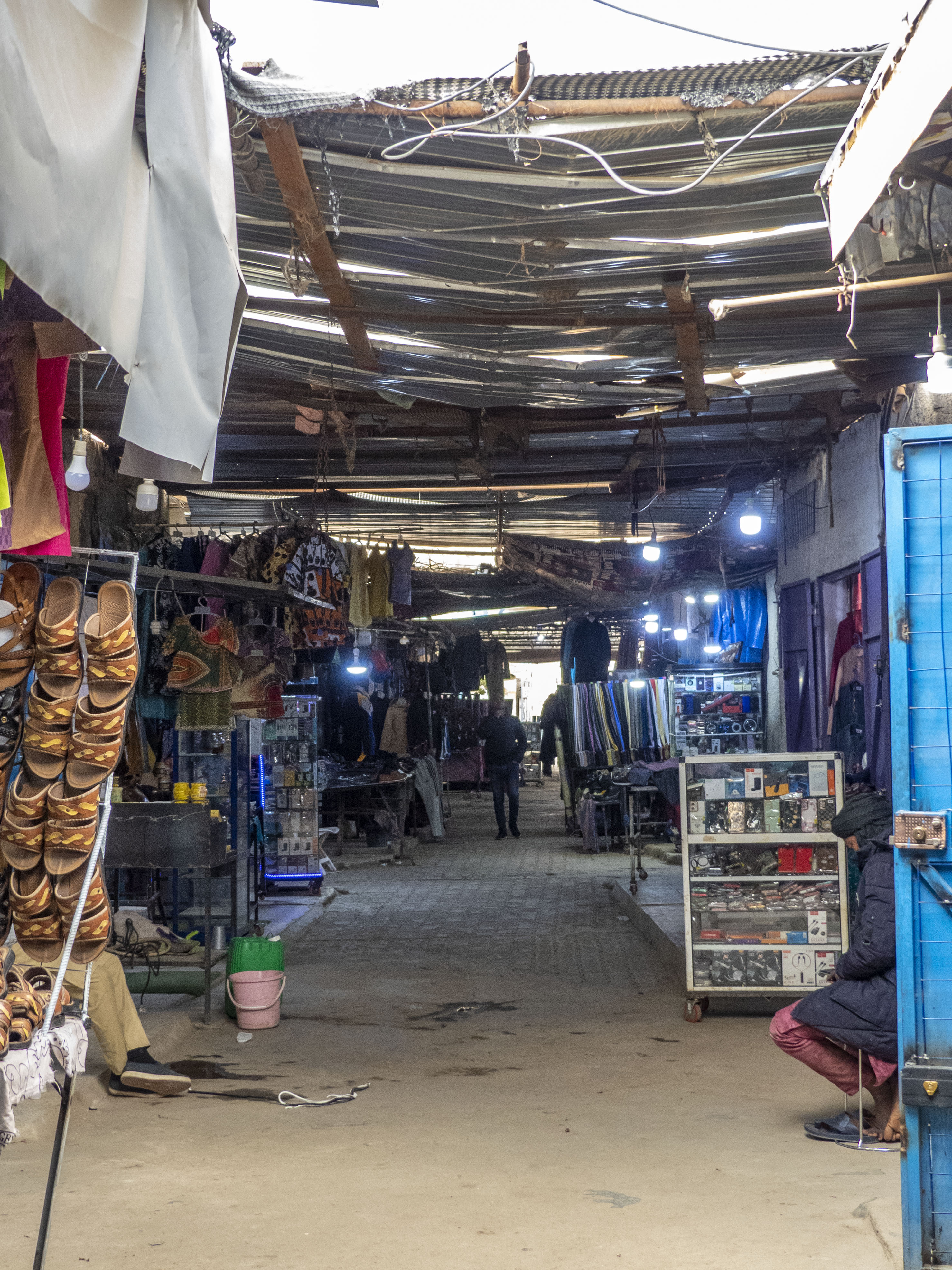
Marché artisanal.
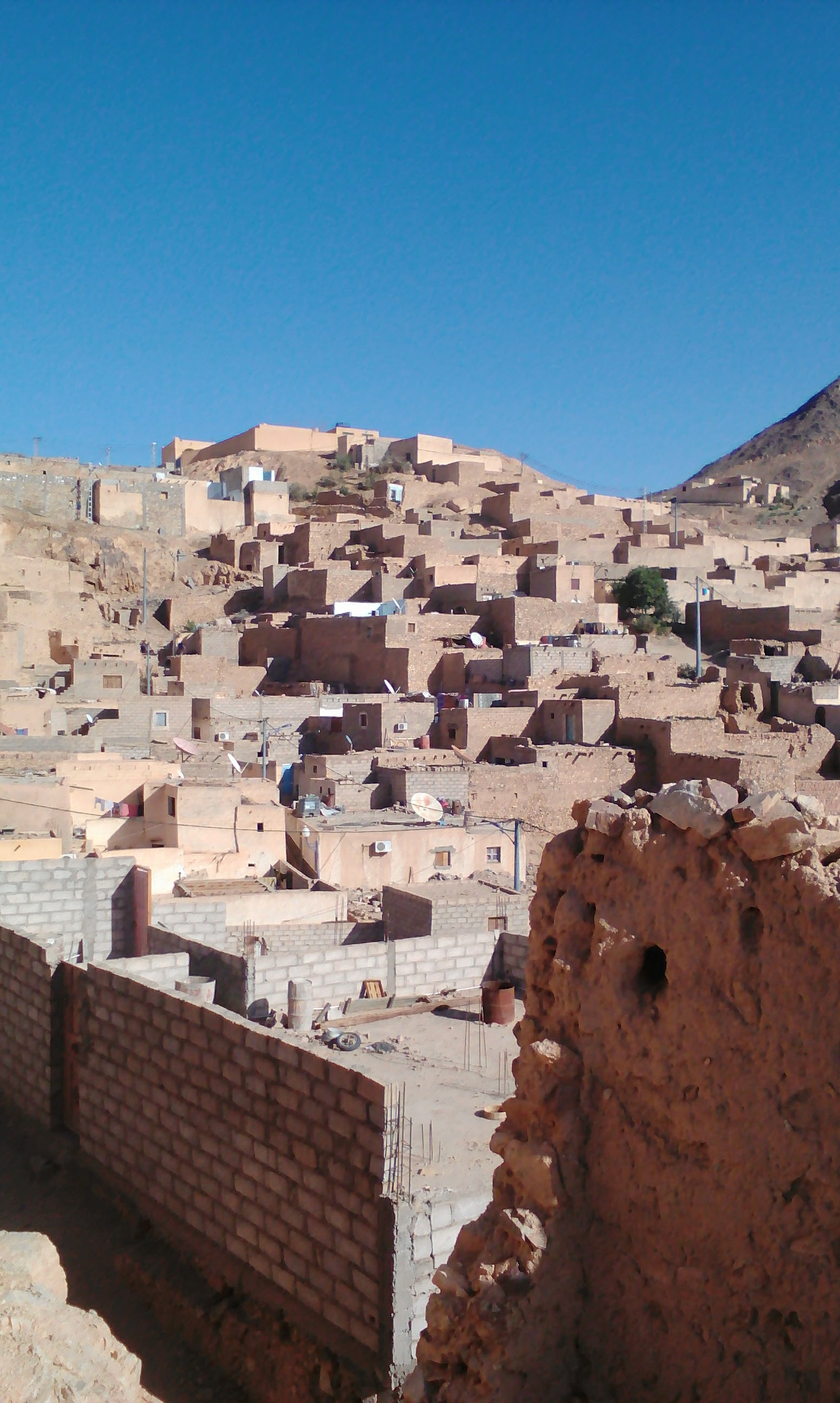
Ksar d'Adjahil
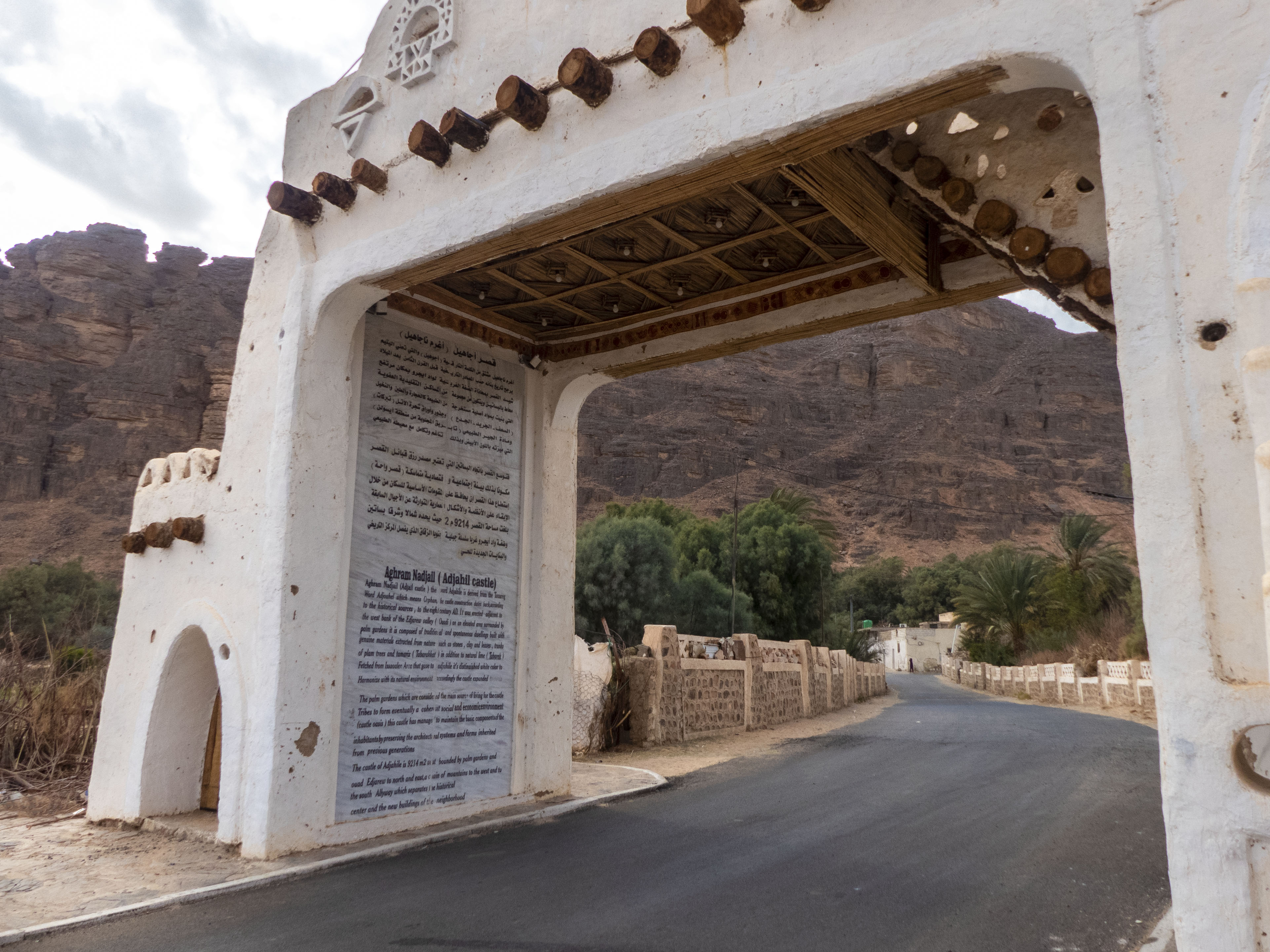
Porte du ksar d'Adjahil
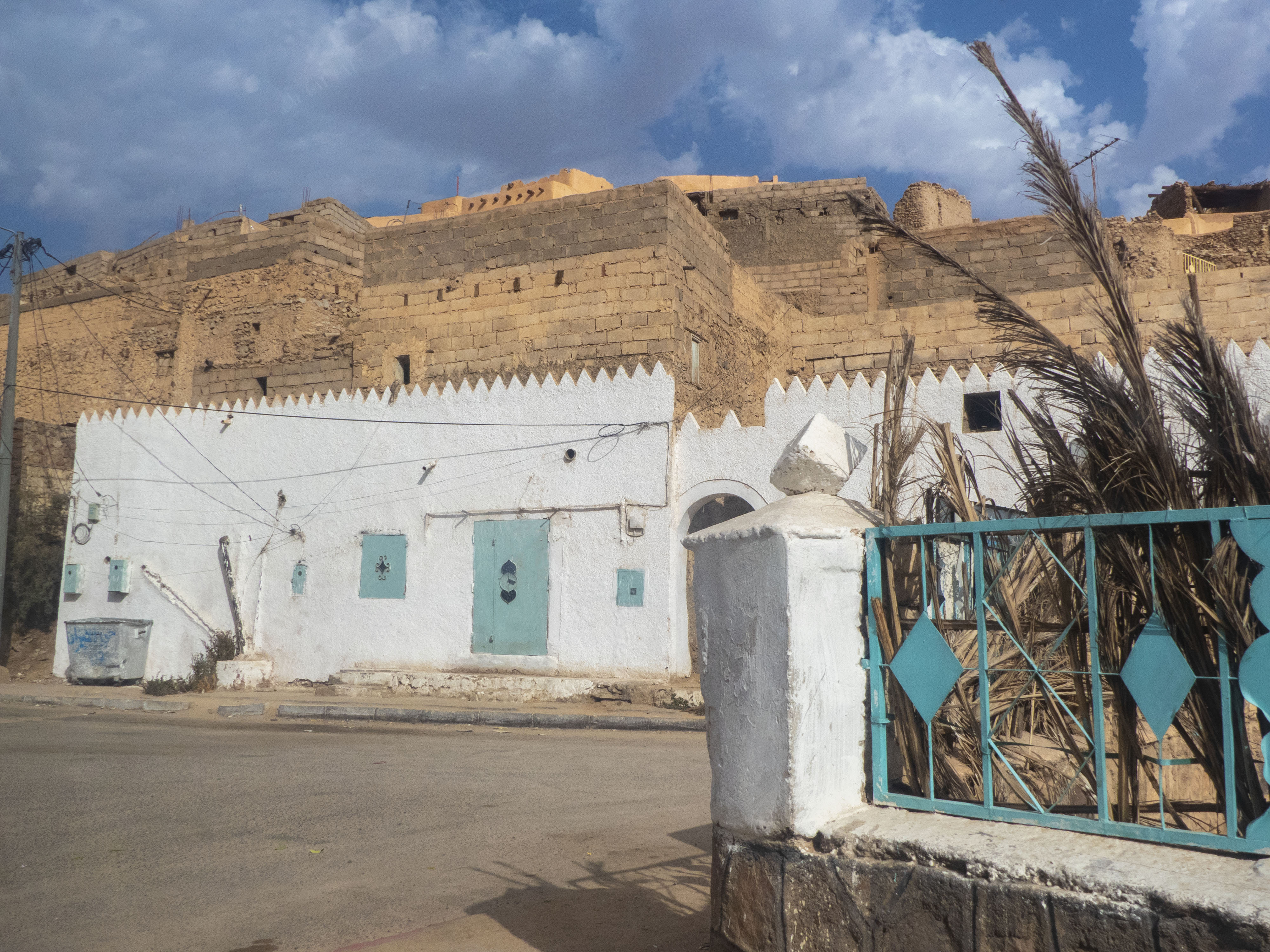
Ksar d'El Mihan.
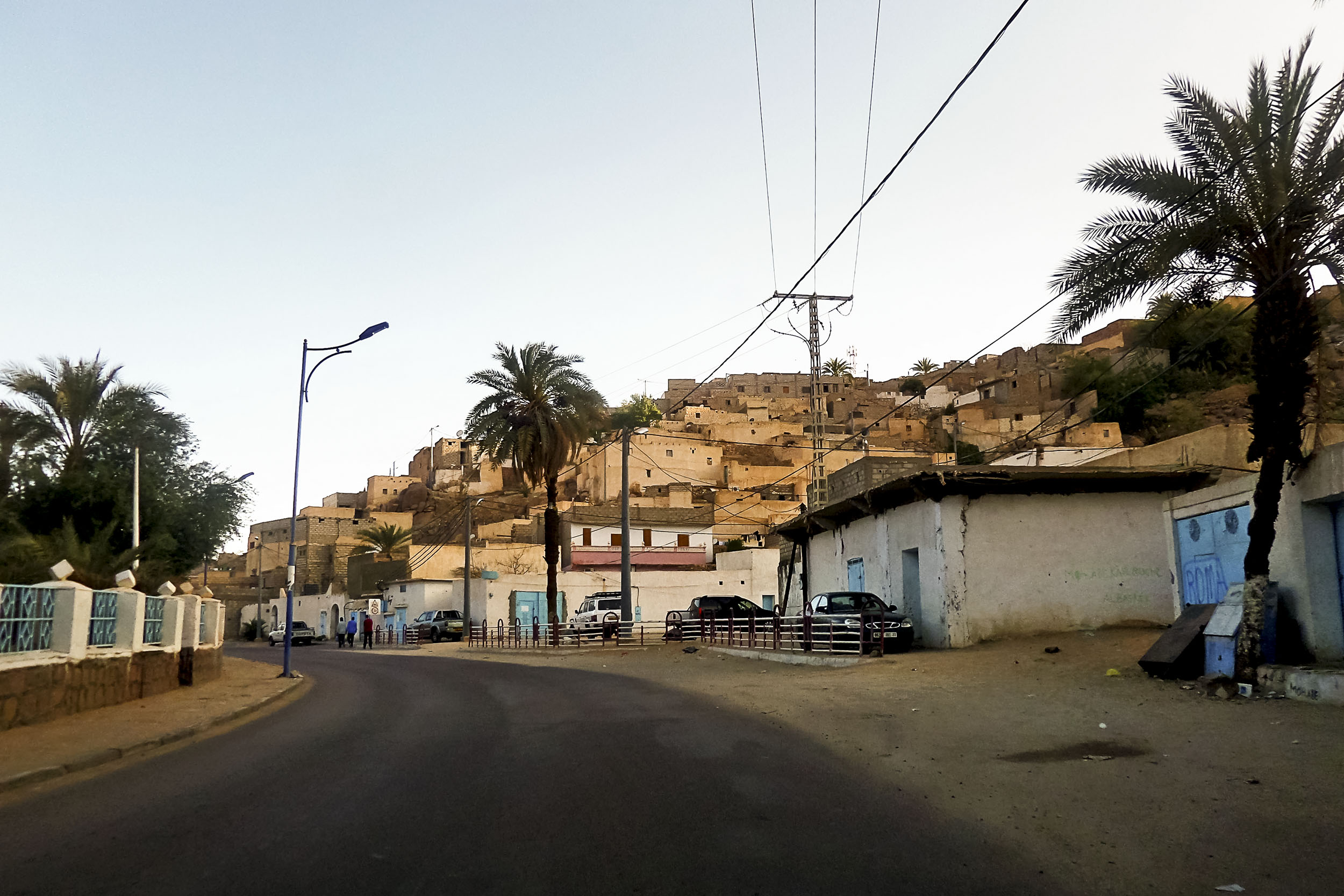
Ksar d'El Mihan.
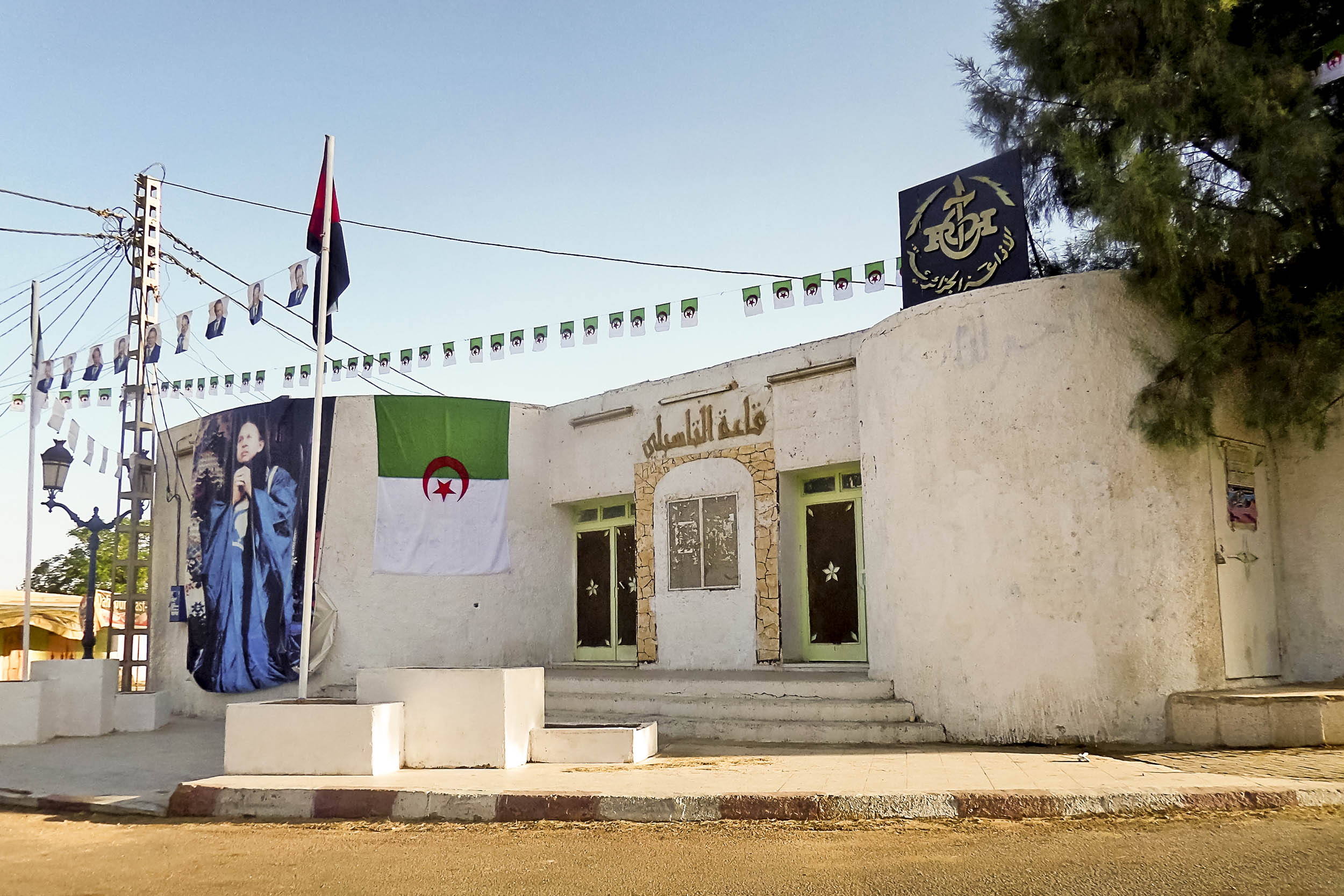
Salle de cinéma Tassili.
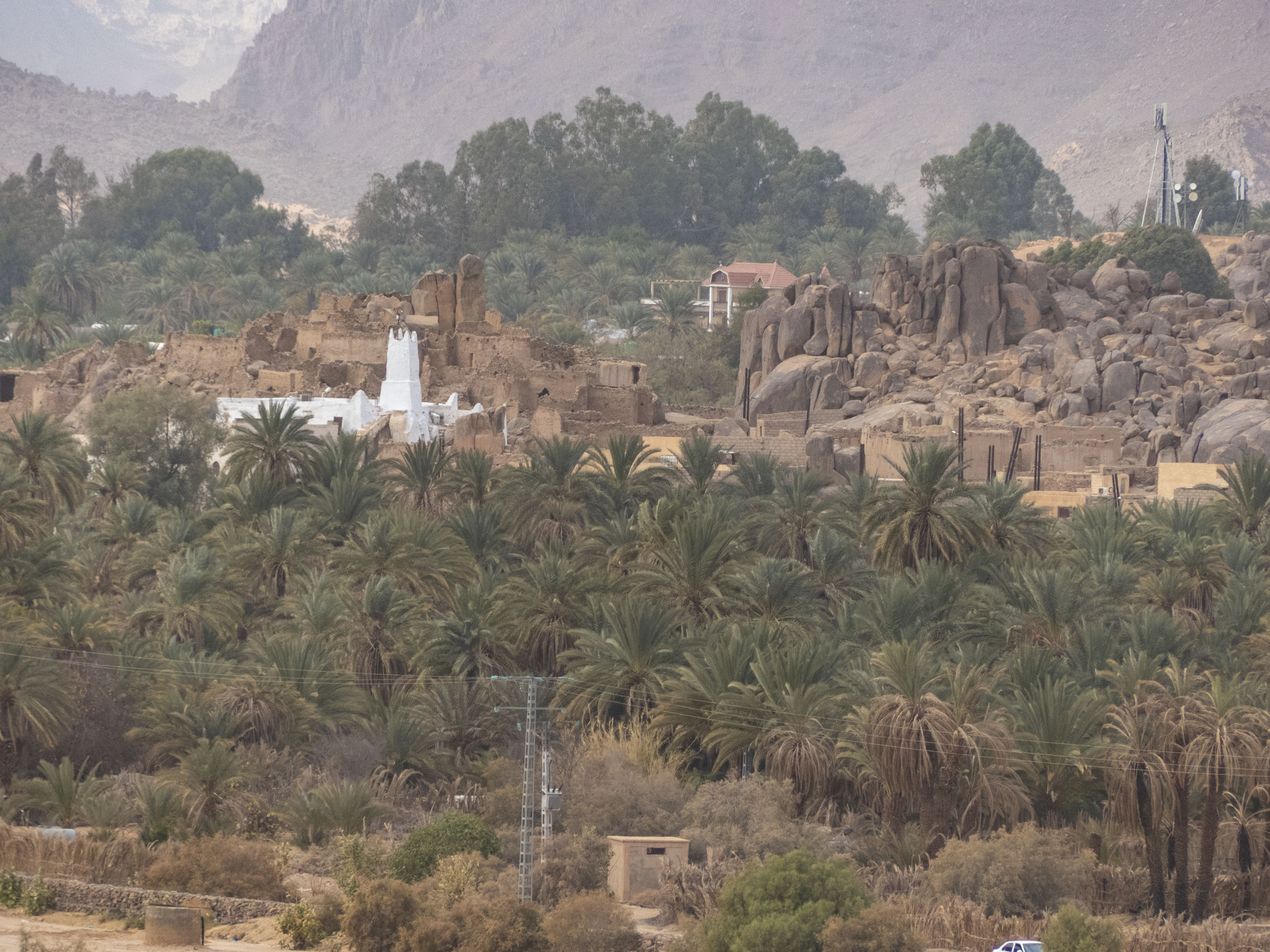
Ancienne mosquée d'Azellouaz.
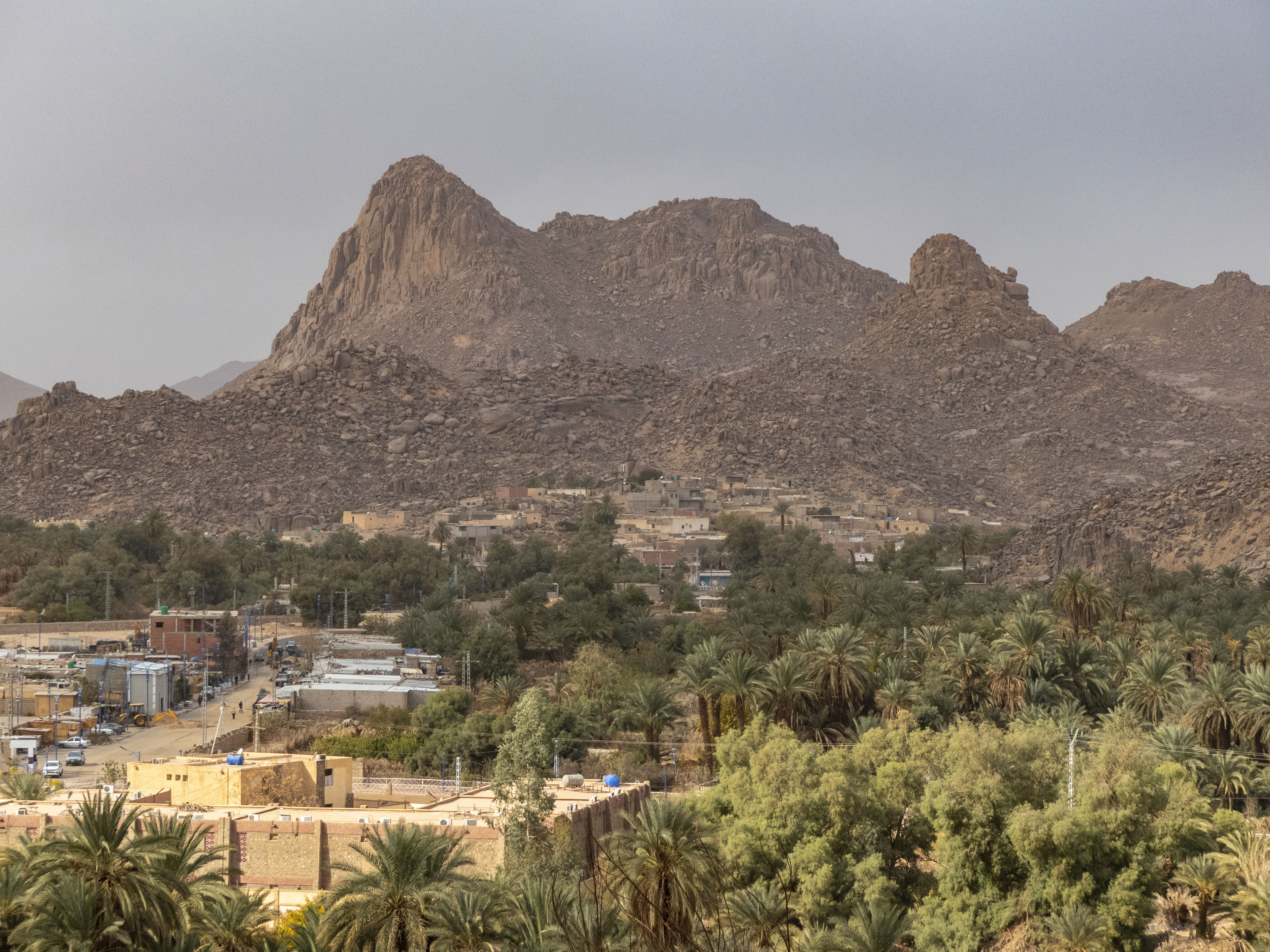
Vue sur le ksar d'Azellouaz.
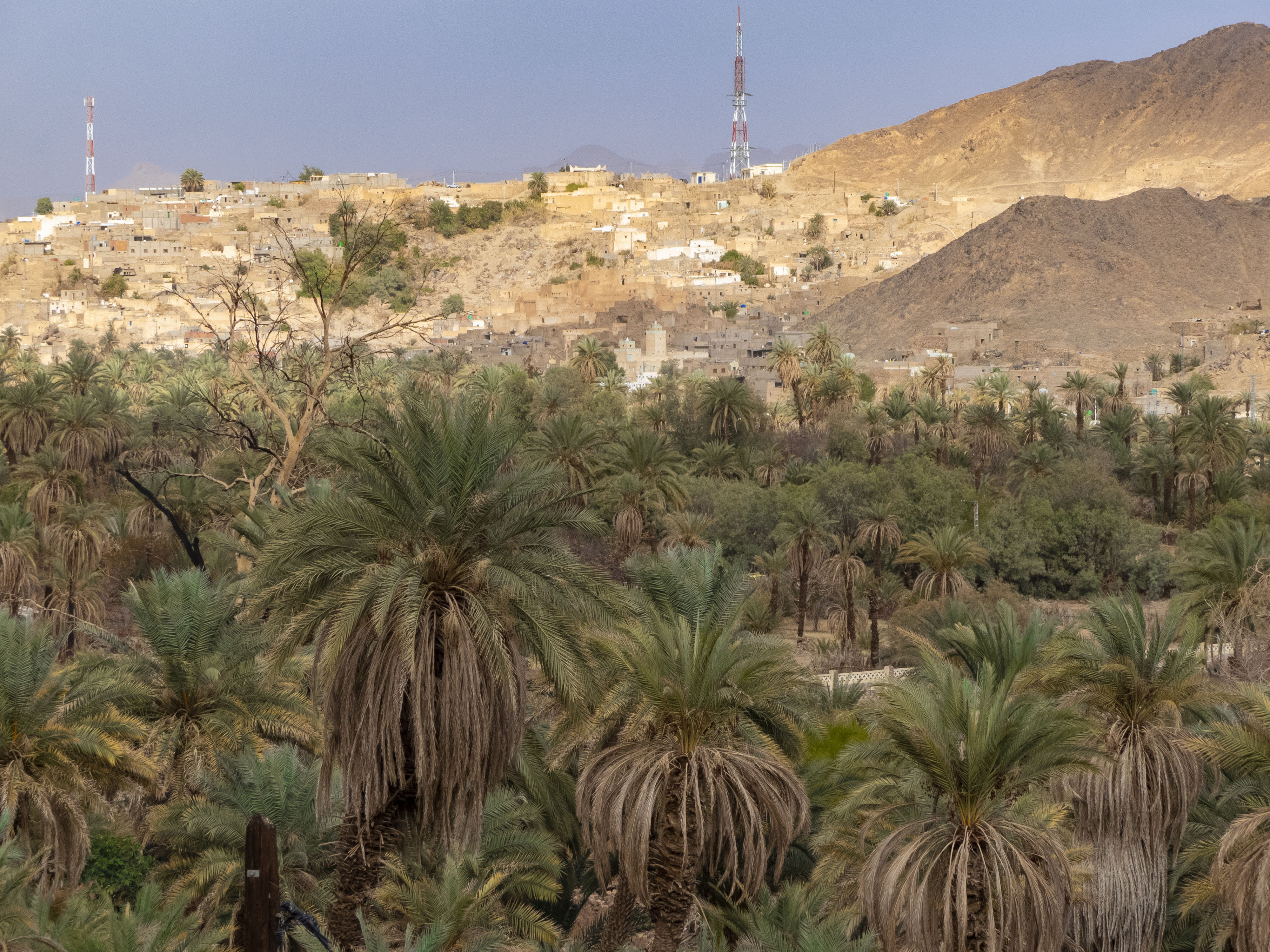
Vue sur le ksar d'El Mihan depuis Adjahil.
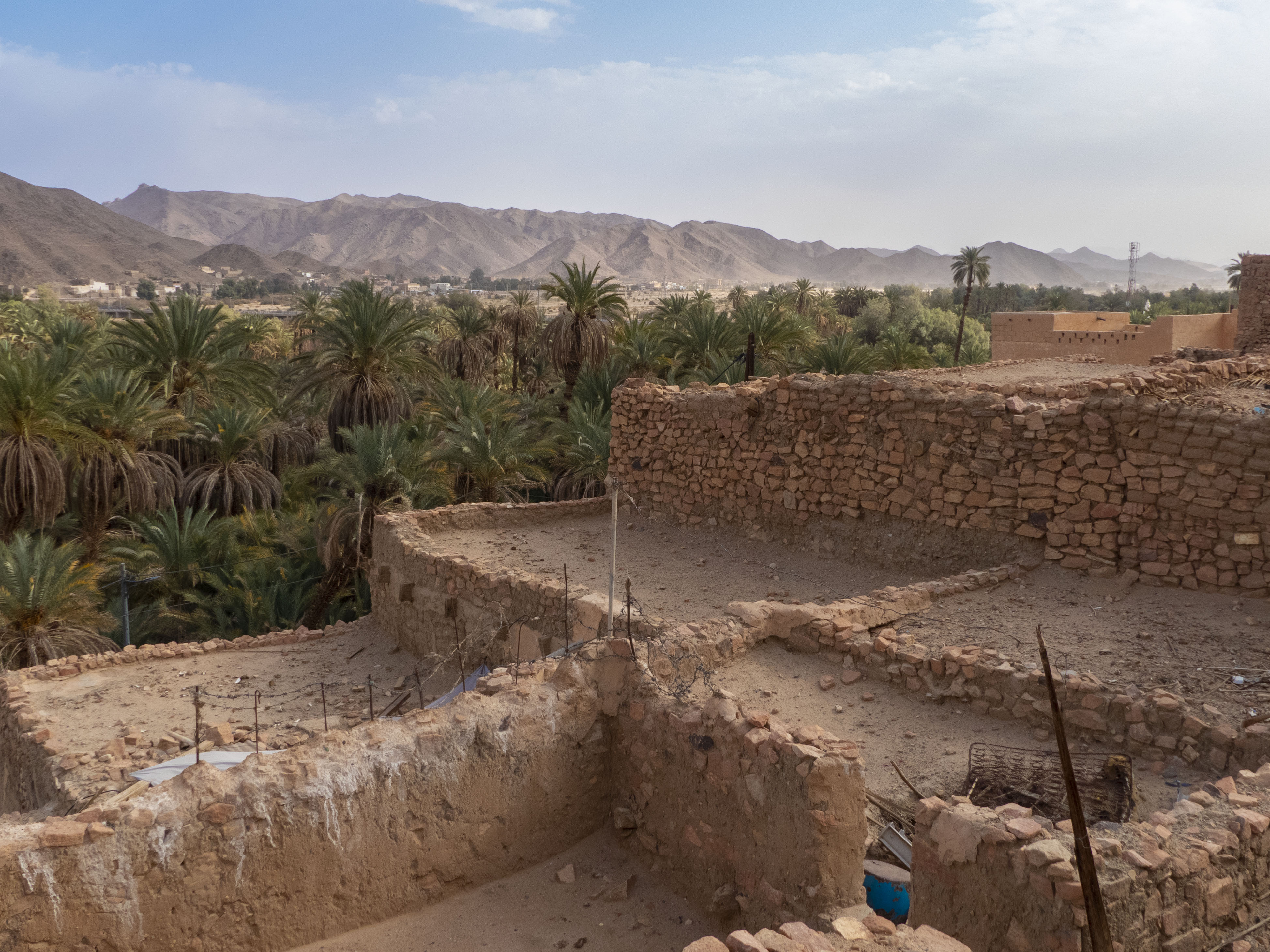
Vue depuis le ksar d'Adjahil.
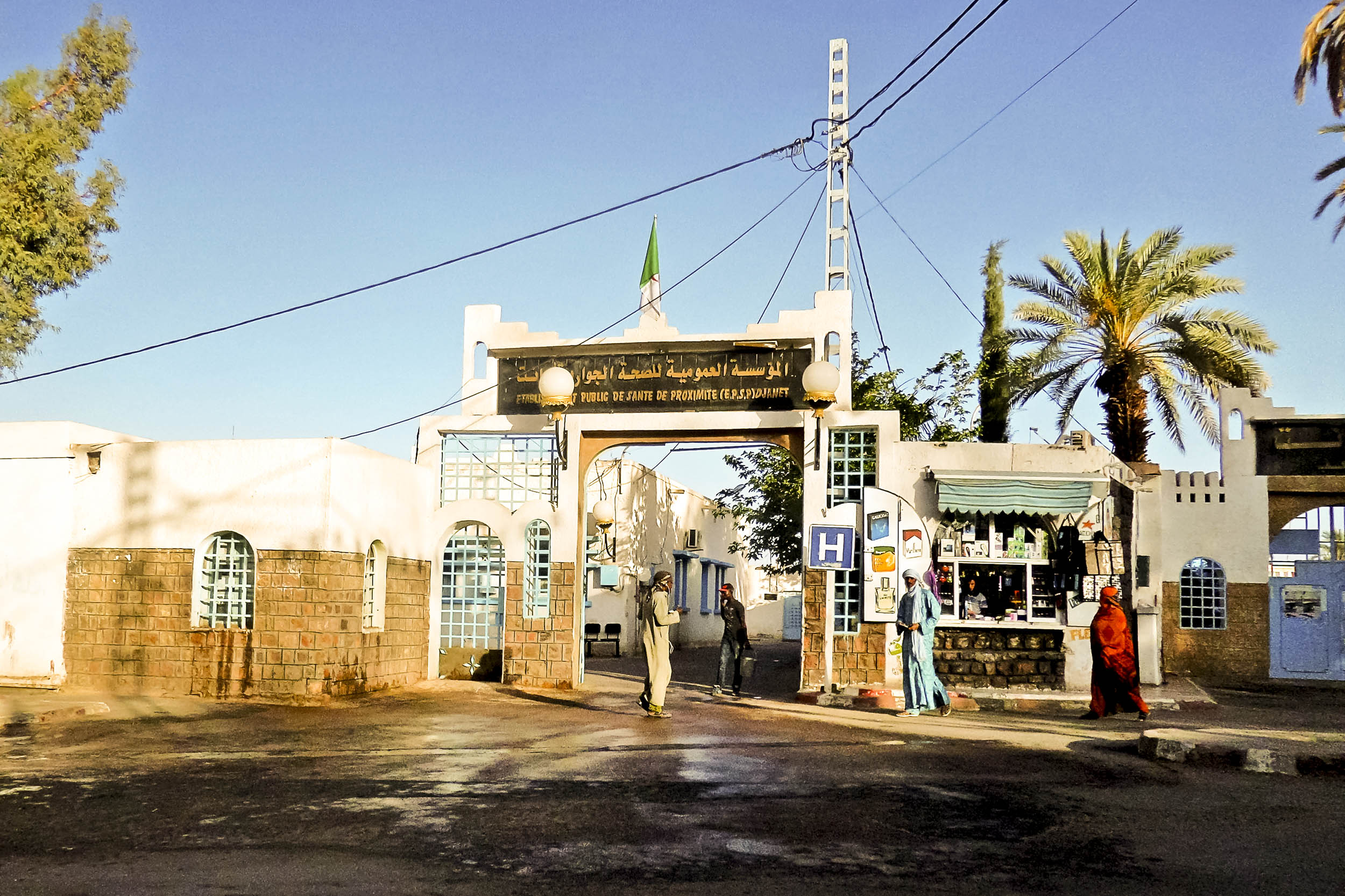
Polyclinique.
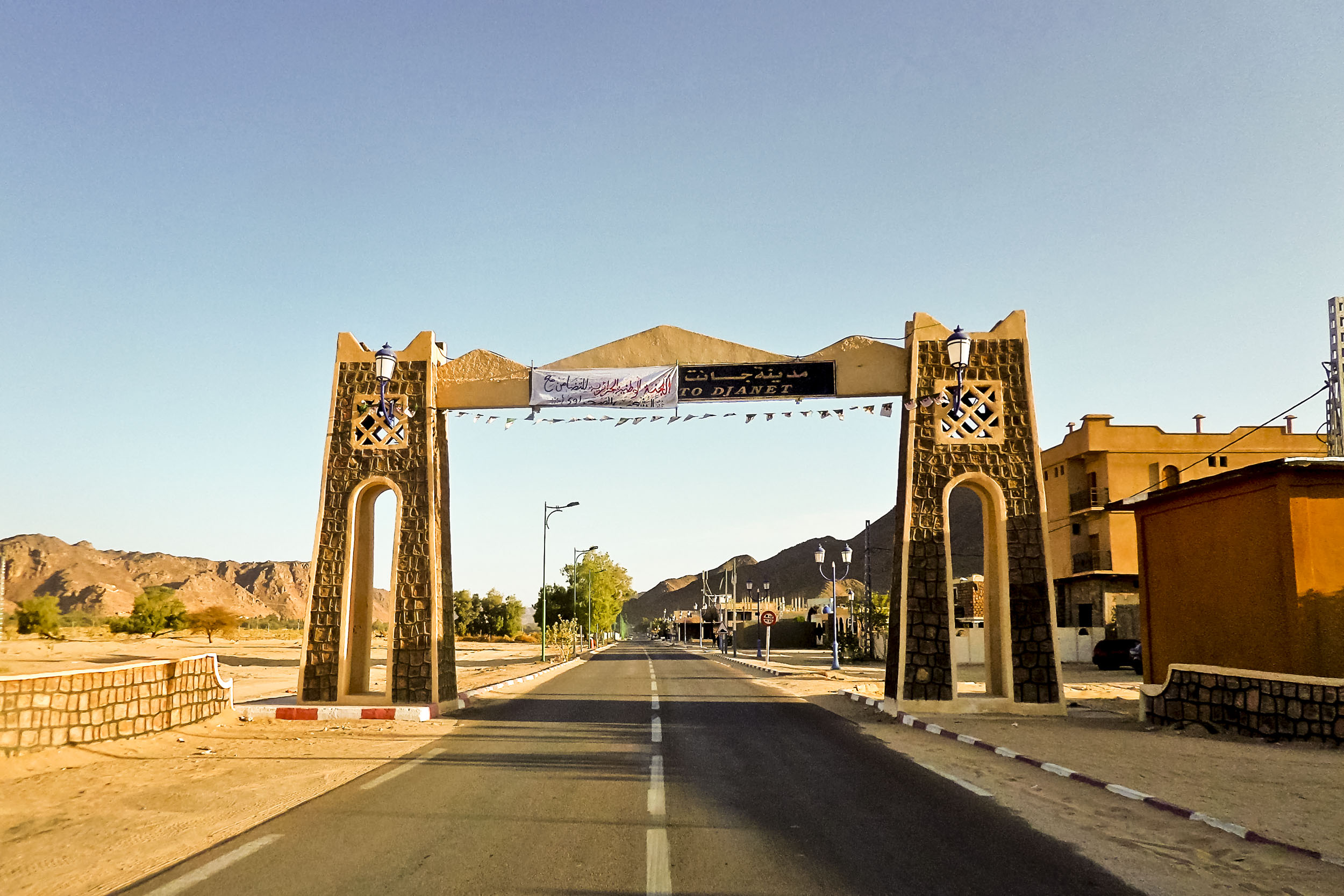
Porte de Djanet.
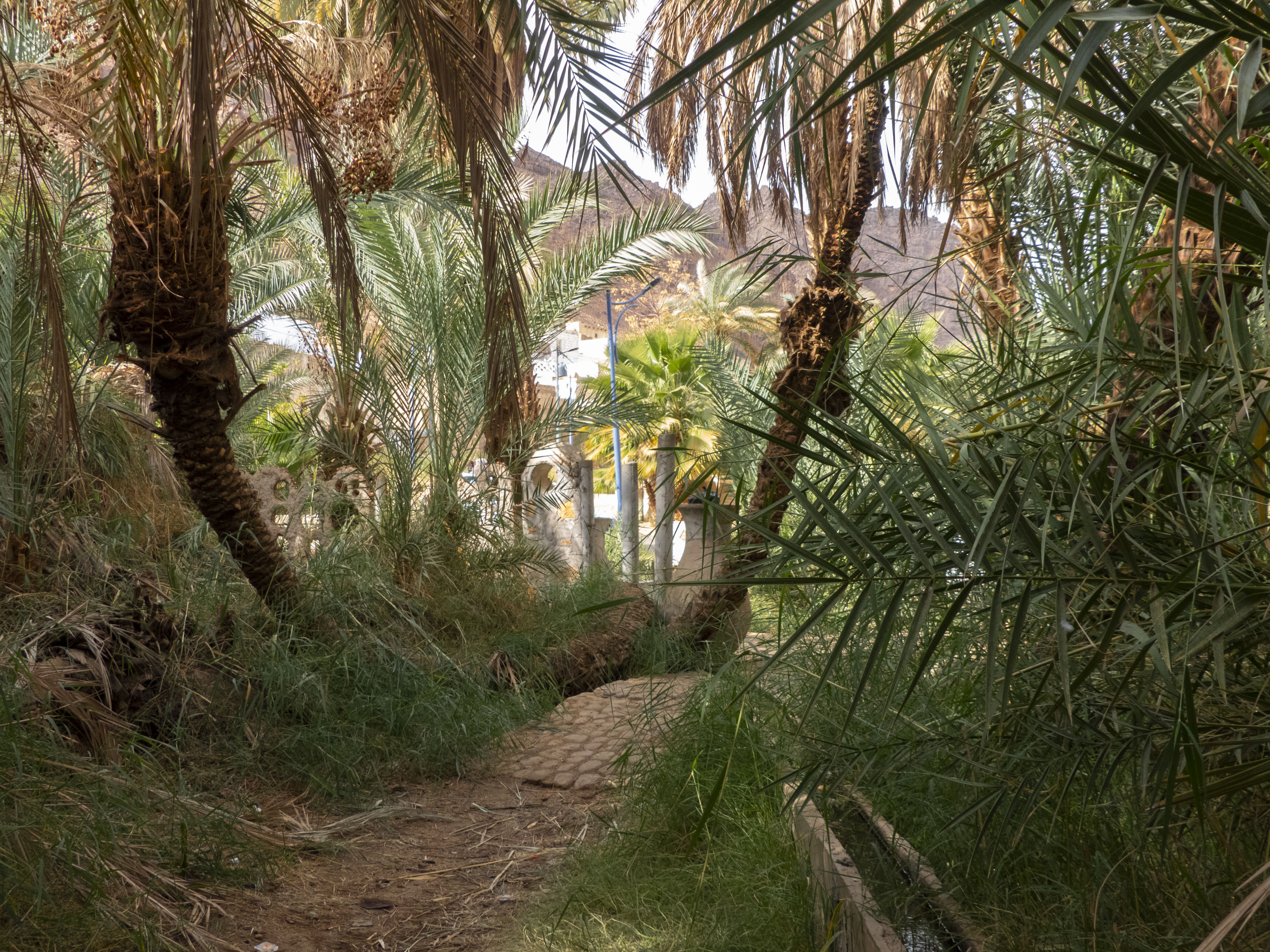
Palmeraie du ksar d'Adjahil.

## Économie

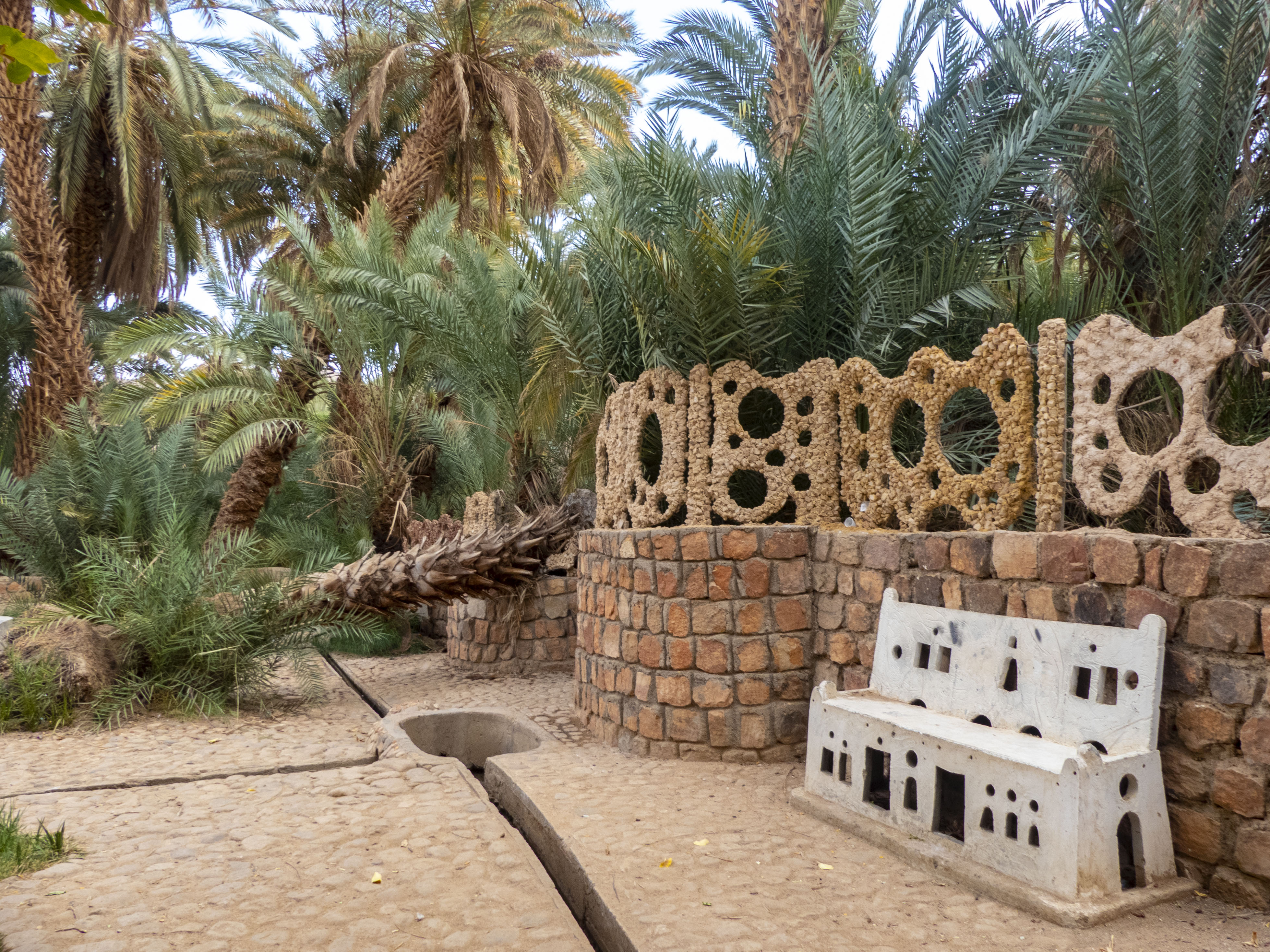
Palmeraie et source acheminée par des foggaras, ksar d'Adjahil.

L'oasis de Djanet est relativement riche en eau et, de ce fait, une importante culture maraîchère s'est développée. La palmeraie, importante de 40 000 palmiers, produit évidemment des dattes, mais aussi la plupart des légumes (pommes de terre, betteraves, tomates...) et des fruits (olives, agrumes...) nécessaires à l'économie locale.
Djanet est également un carrefour routier ou transitent des marchandises venant de Ghat dans le sud de la Libye et du Niger voisins.

### Tourisme
Le tourisme se développe lors de la popularisation dans les années 70-80 des gravures et peintures rupestres du Tassili, (15 000 gravures réalisées il y a 10 000 ans environ, découvertes à partir de 1932). Cette région est attractive touristiquement pour ses richesses archéologiques et biologiques (faune et flore), son intérêt géologique, paléontologique et esthétique. Ces qualités ont valu au parc culturel du Tassili son classement au patrimoine mondial de l'UNESCO en 1972 et son classement comme réserve de l'Homme et de la biosphère en 1986. Djanet est la porte d'entrée à trois massifs sahariens : le Tassili N'Ajjer à l'ouest, la Tadrart Rouge au sud, et l'Akakus libyen à l'est. Elle bénéficie aussi d'autres points d'intérêts : l'erg Admer, la cité troglodytique de Séfar, les vallées d'Iherir (classée site Ramsar depuis 2001), l'oasis d'Essendilène, ou encore la région de Tigharghart qui abrite les gravures rupestres de la vache qui pleure.
Après deux chutes drastiques du tourisme, associées à la décennie noire dans les années 90 puis à l’extension du djihadisme saharien dans les années 2010, celui-ci s'est redéveloppé ces dernières décennies et a permis à la ville de Djanet de profiter de la petite industrie qui l'accompagne (petite hôtellerie, campings, artisanat touareg local, agences de voyage). Depuis l'année 2021, un système de délivrance de visas, instauré à l'arrivée à l'aéroport, a été mis en place. Cette initiative a eu pour effet de stimuler le tourisme international. Durant la saison 2023-2024, Djanet a accueilli plus de 21 000 touristes nationaux et 11 000 touristes étrangers. En octobre 2024, une touriste suisse est égorgée à Djanet, par un homme avec une arme blanche. Après ce meurtre, la sécurité est renforcée, en particulier avec des barrages militaires,.
L'aéroport Cheikh Amoud Ben el Mokhtar de Djanet-Tiska est un aéroport international, situé à 30 km de Djanet, doté de deux pistes où transitent touristes et marchandises.

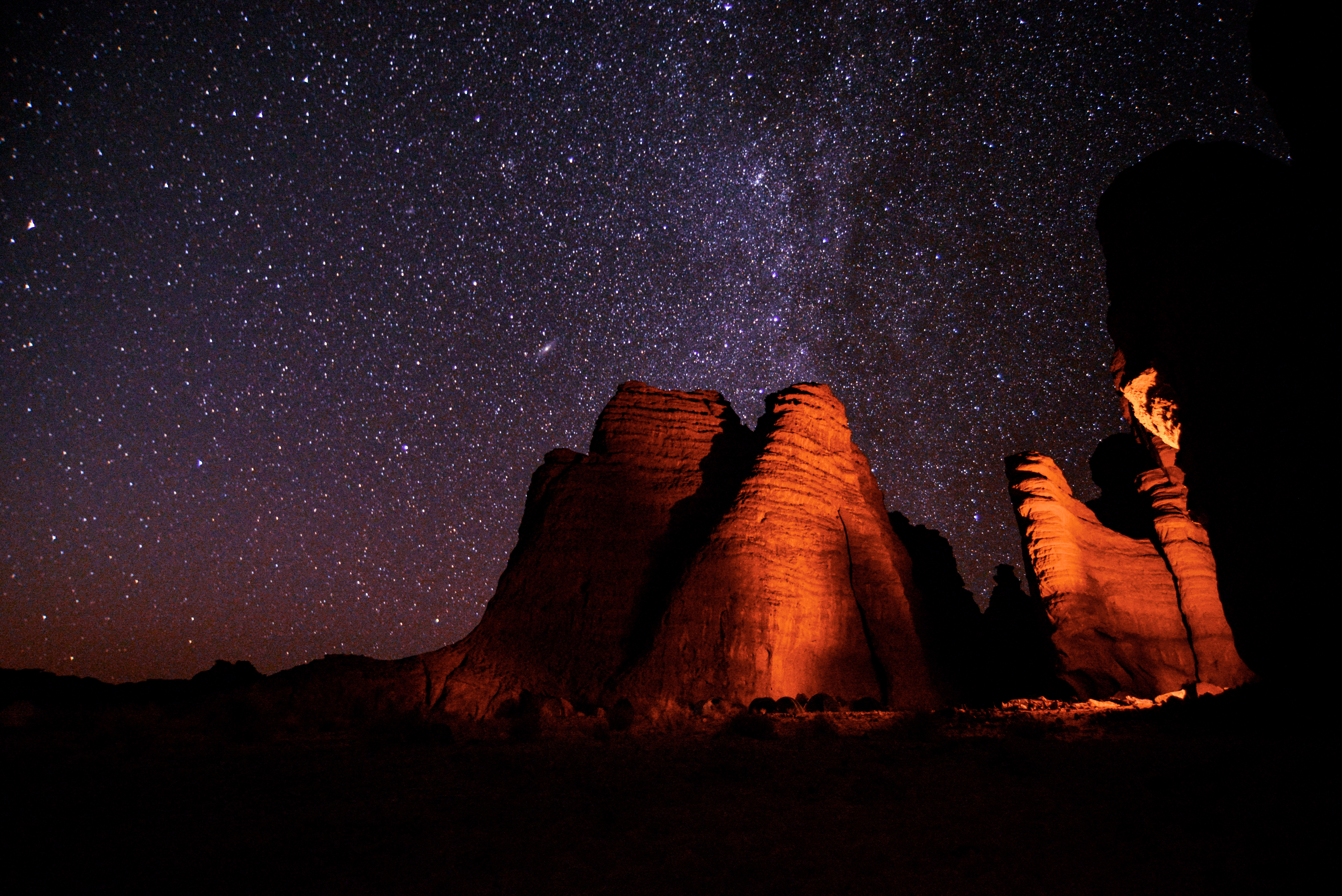
Nuit étoilée, Séfar.
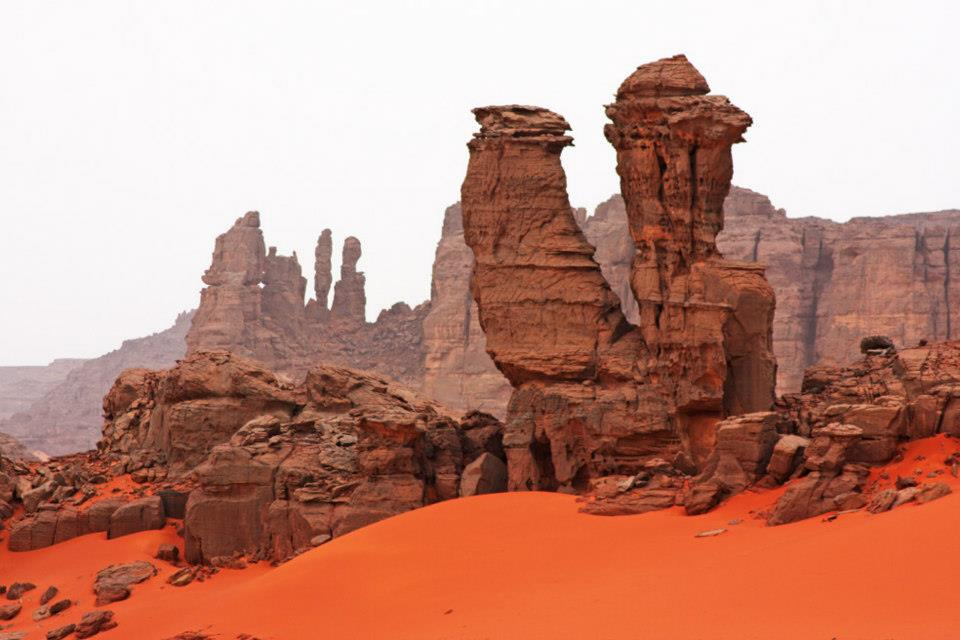
La Tadrart Rouge.
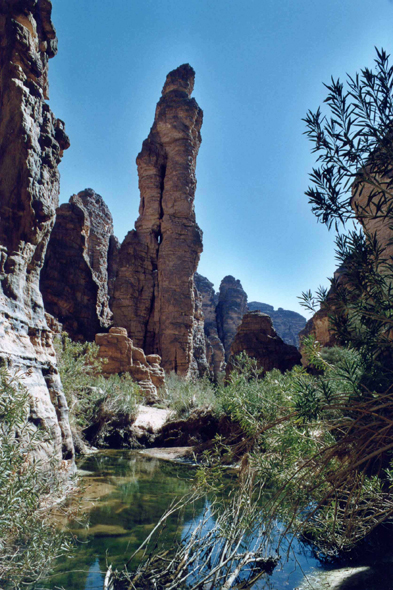
L'aiguille d'Essendilène.
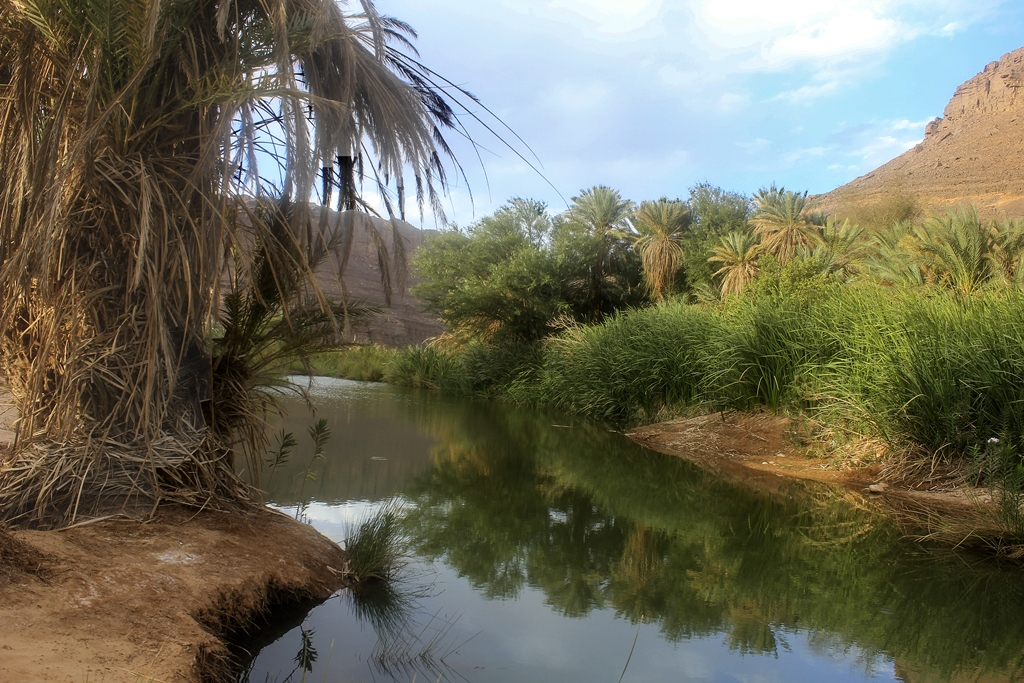
Guelta, Iherir.
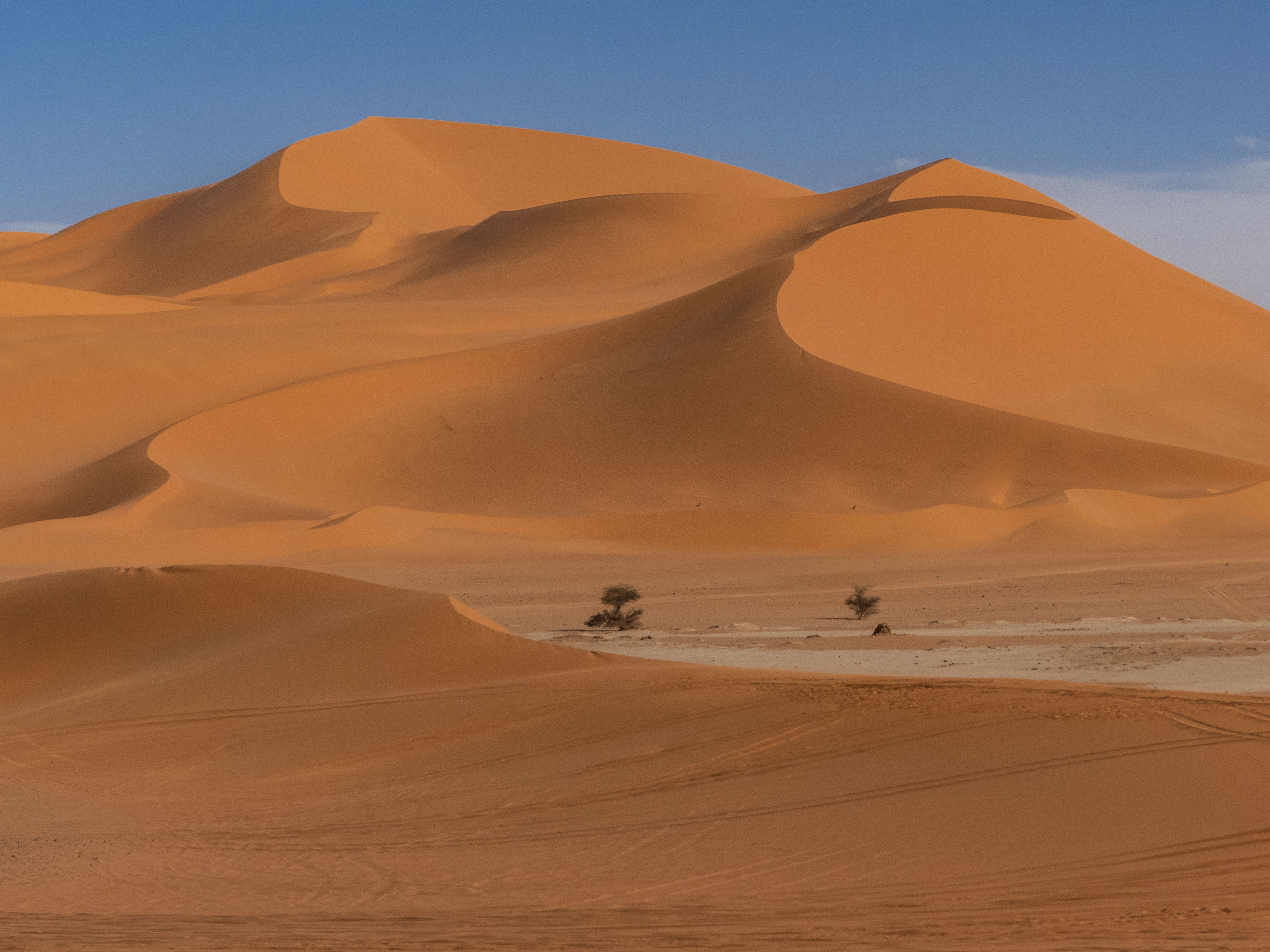
Dunes d'Ouan Zaouten, Tadrart rouge.
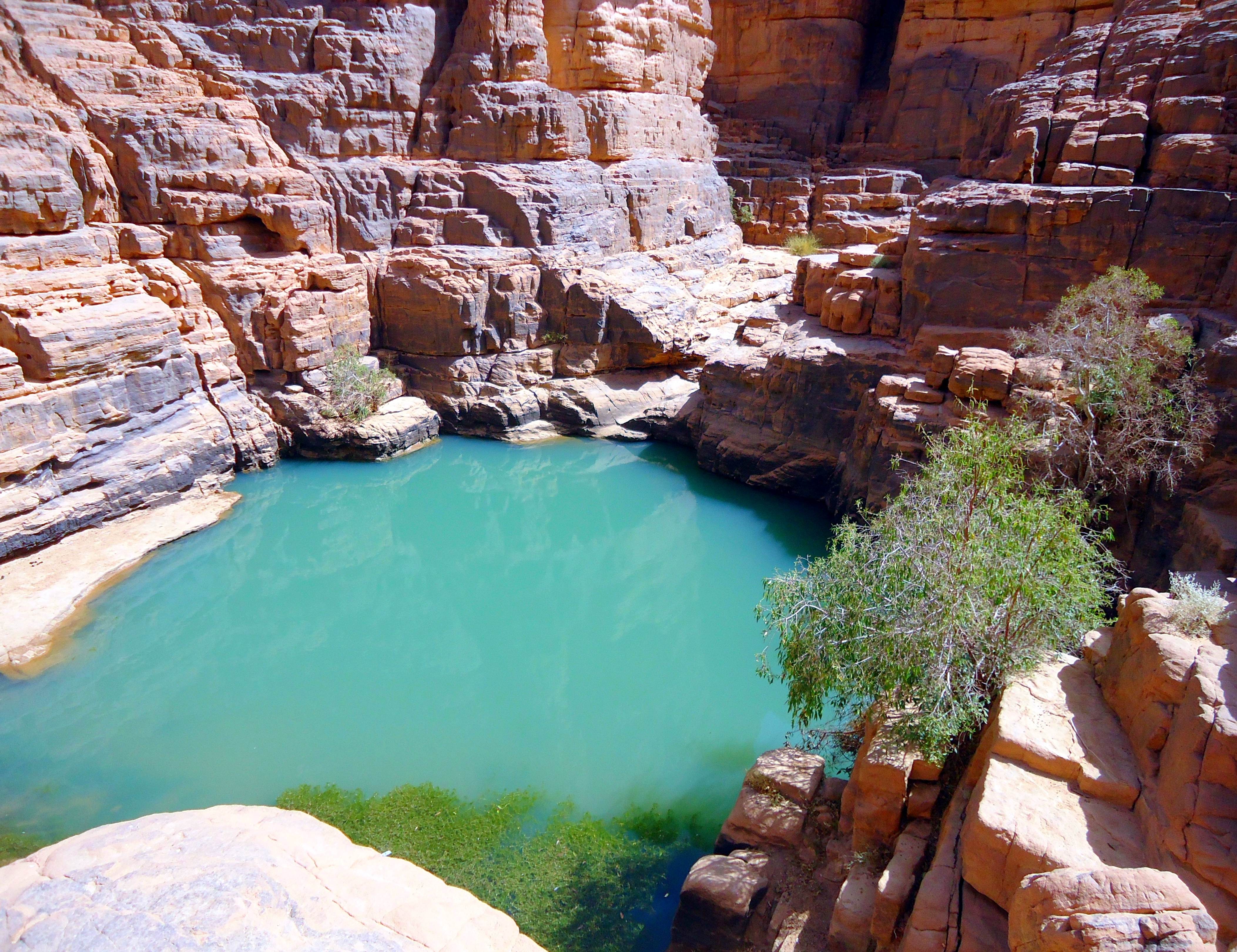
Guelta de Tikoubaouine.
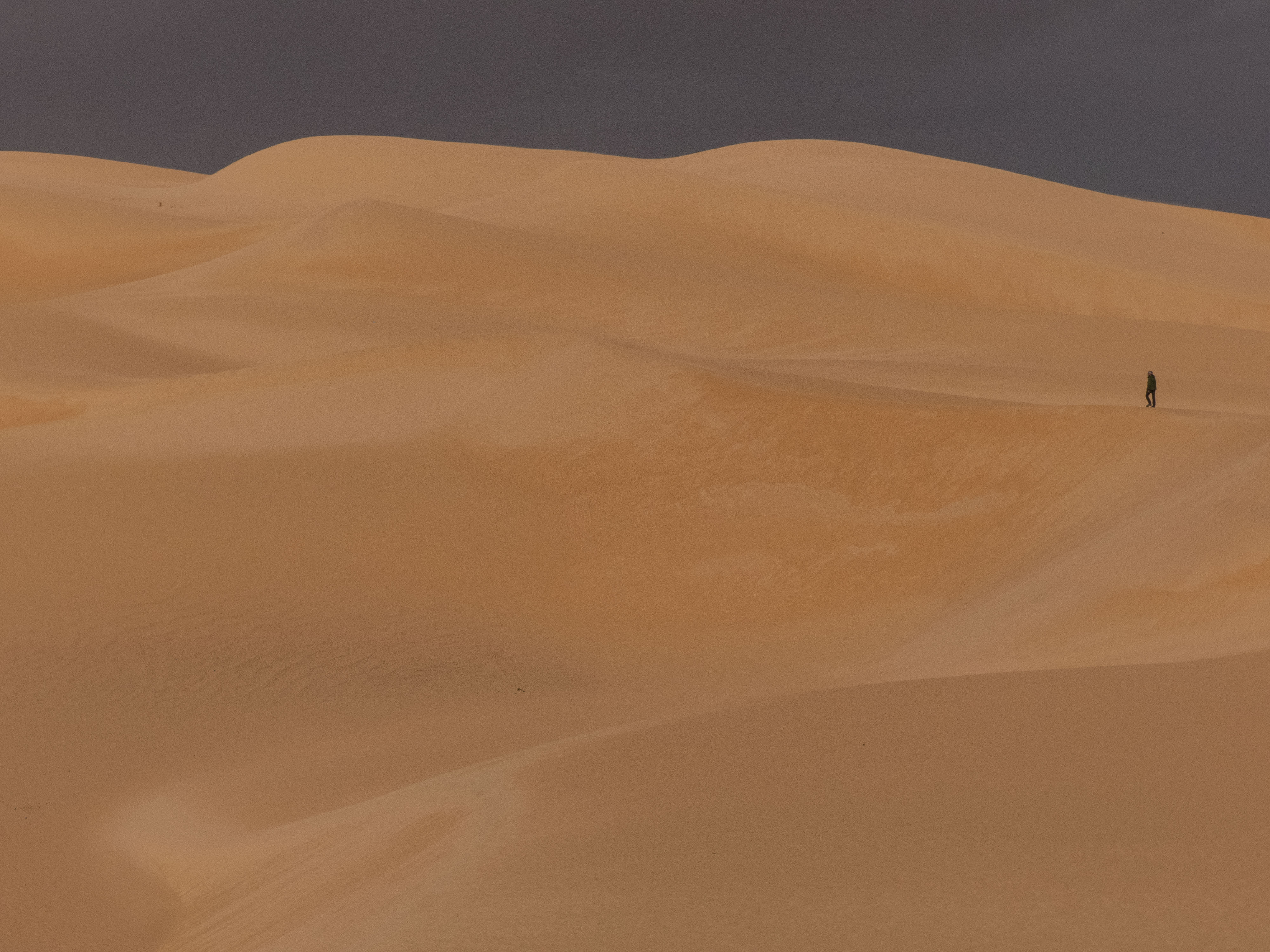
Erg Admer.
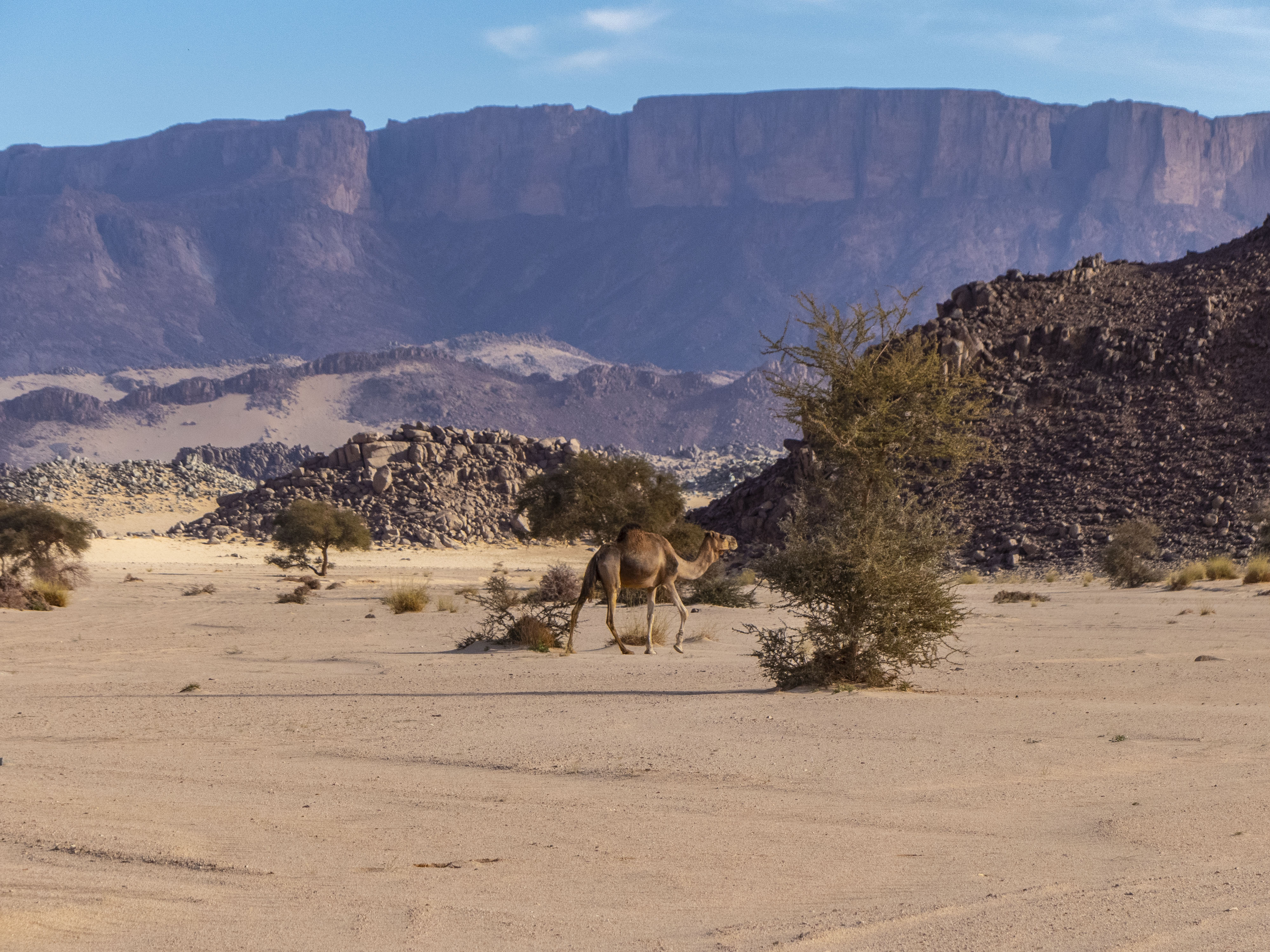
Dromadaire, Djanet.
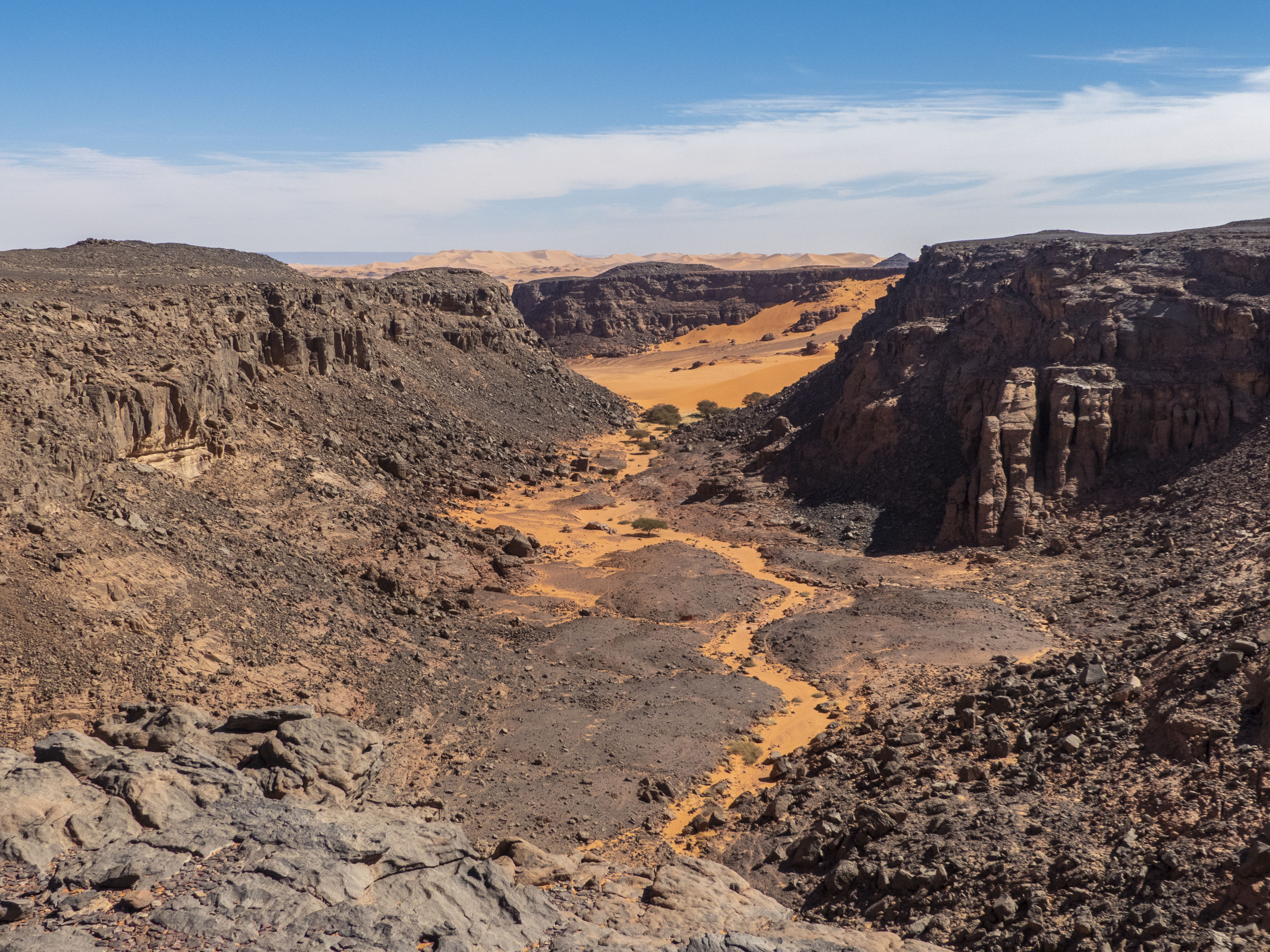
Bouhadian, Tadrart rouge.
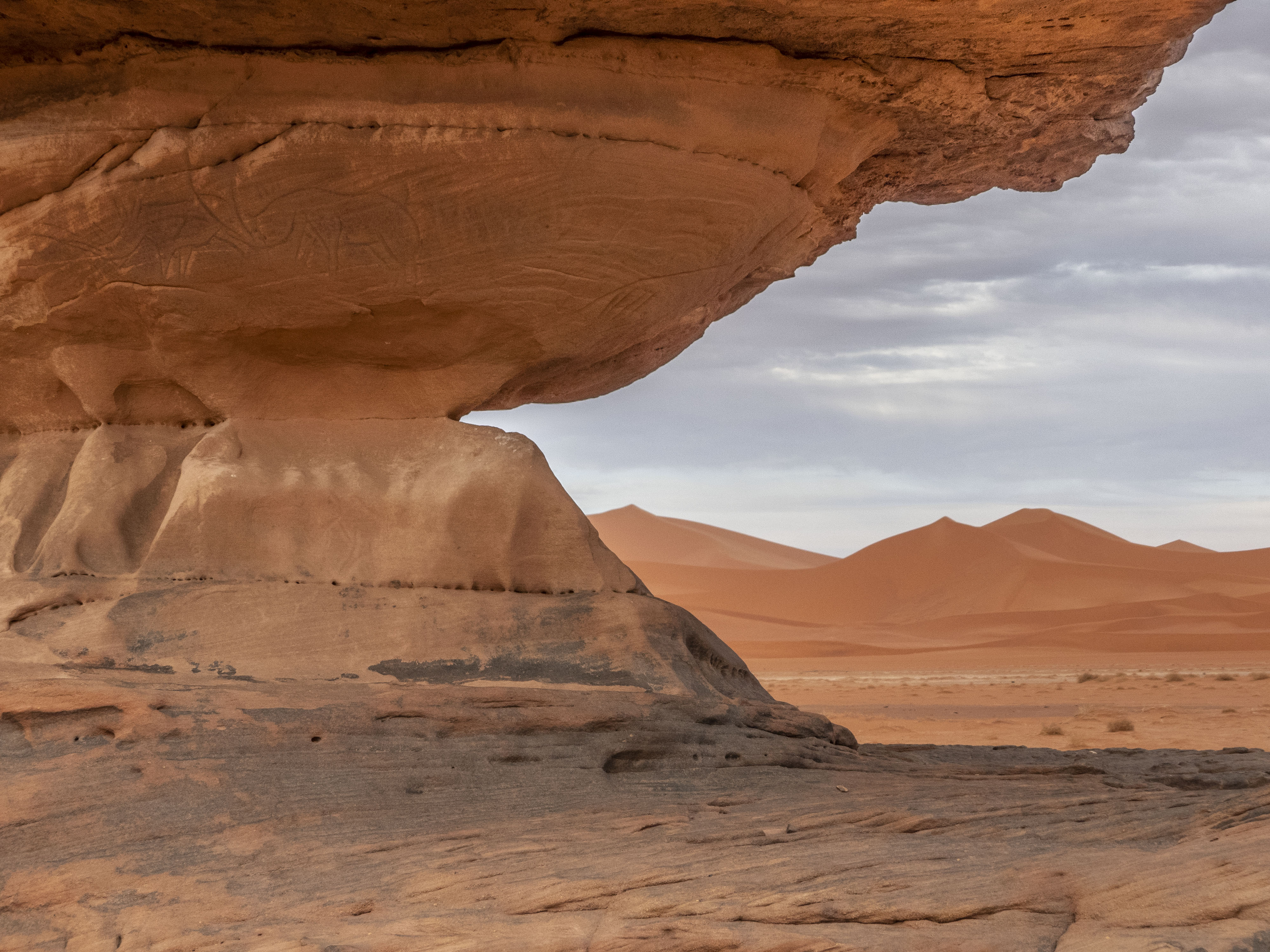
Gravures rupestres, Tin Merzouga.
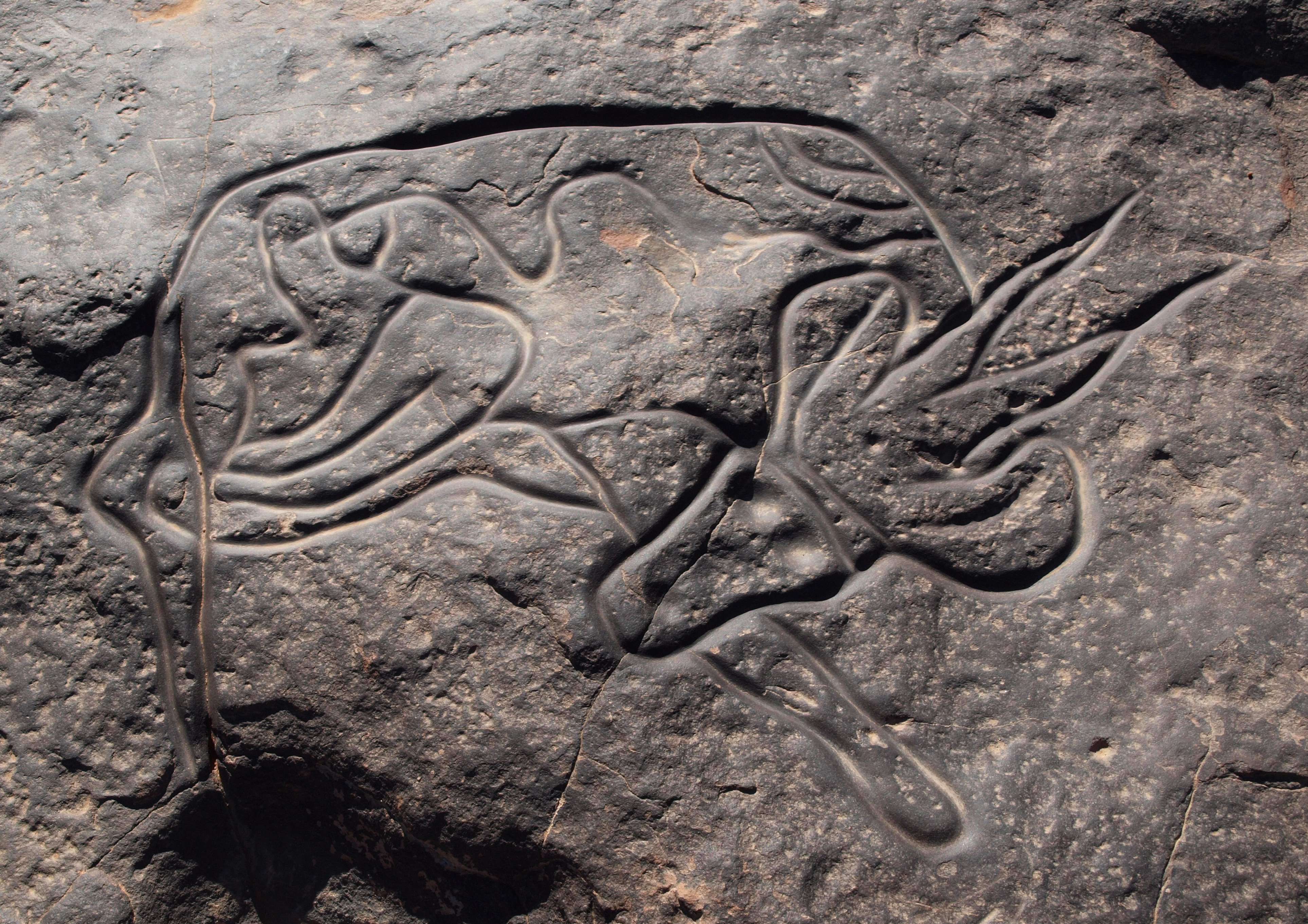
Gazelle au repos, Tin Taghirt.
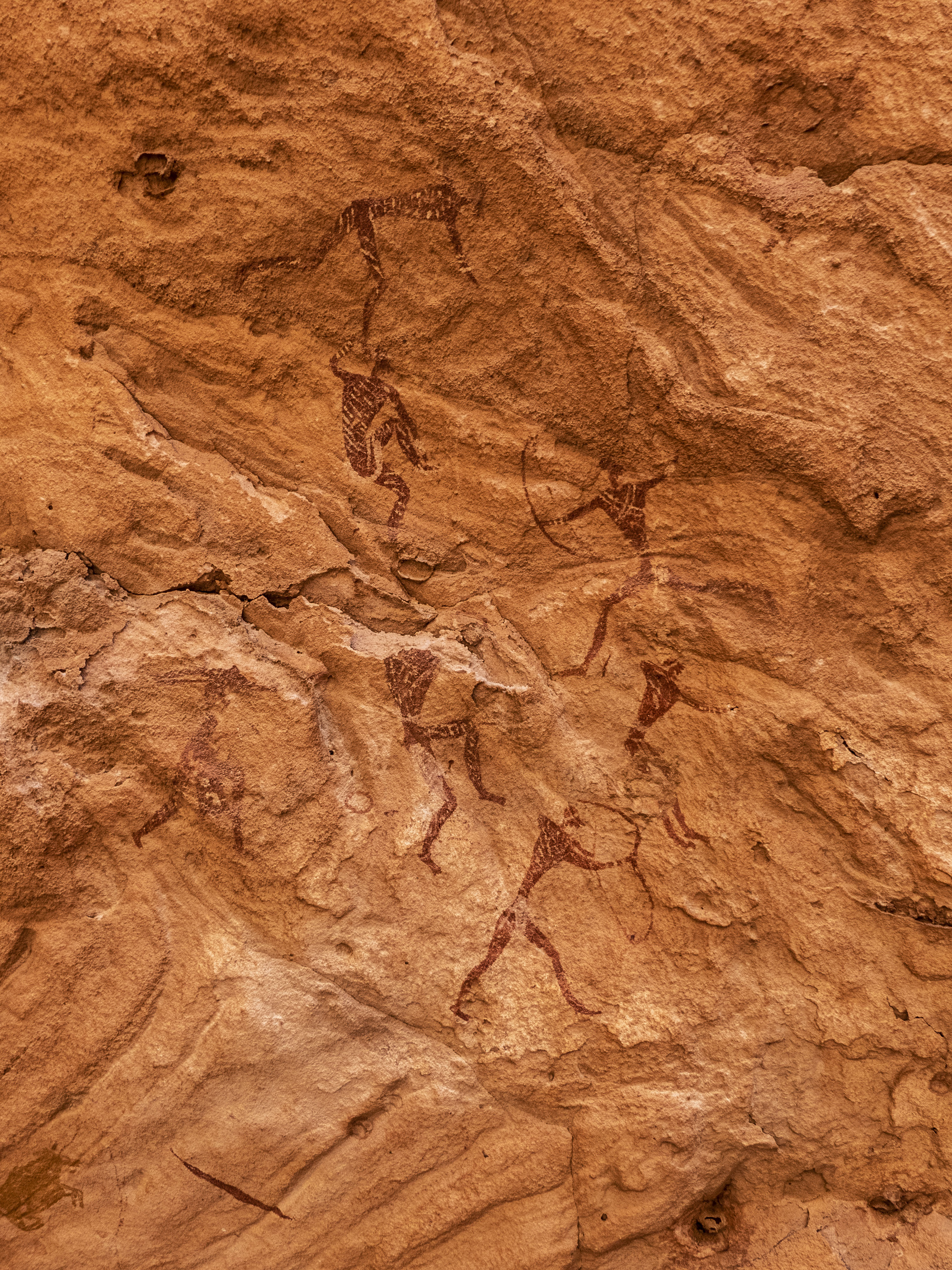
Peintures rupestres, Tadrart rouge.
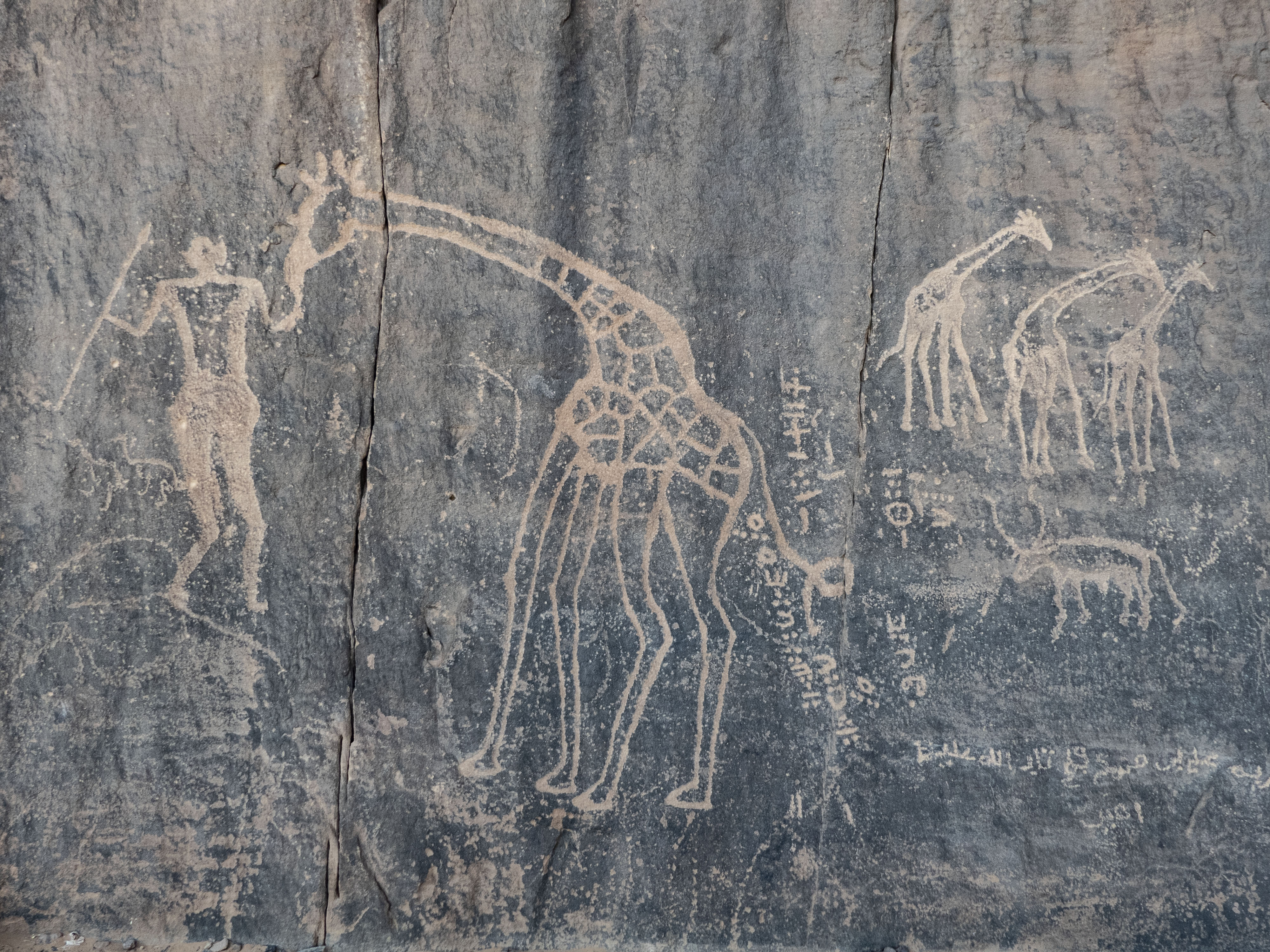
Gravures rupestres, Tadrart rouge.
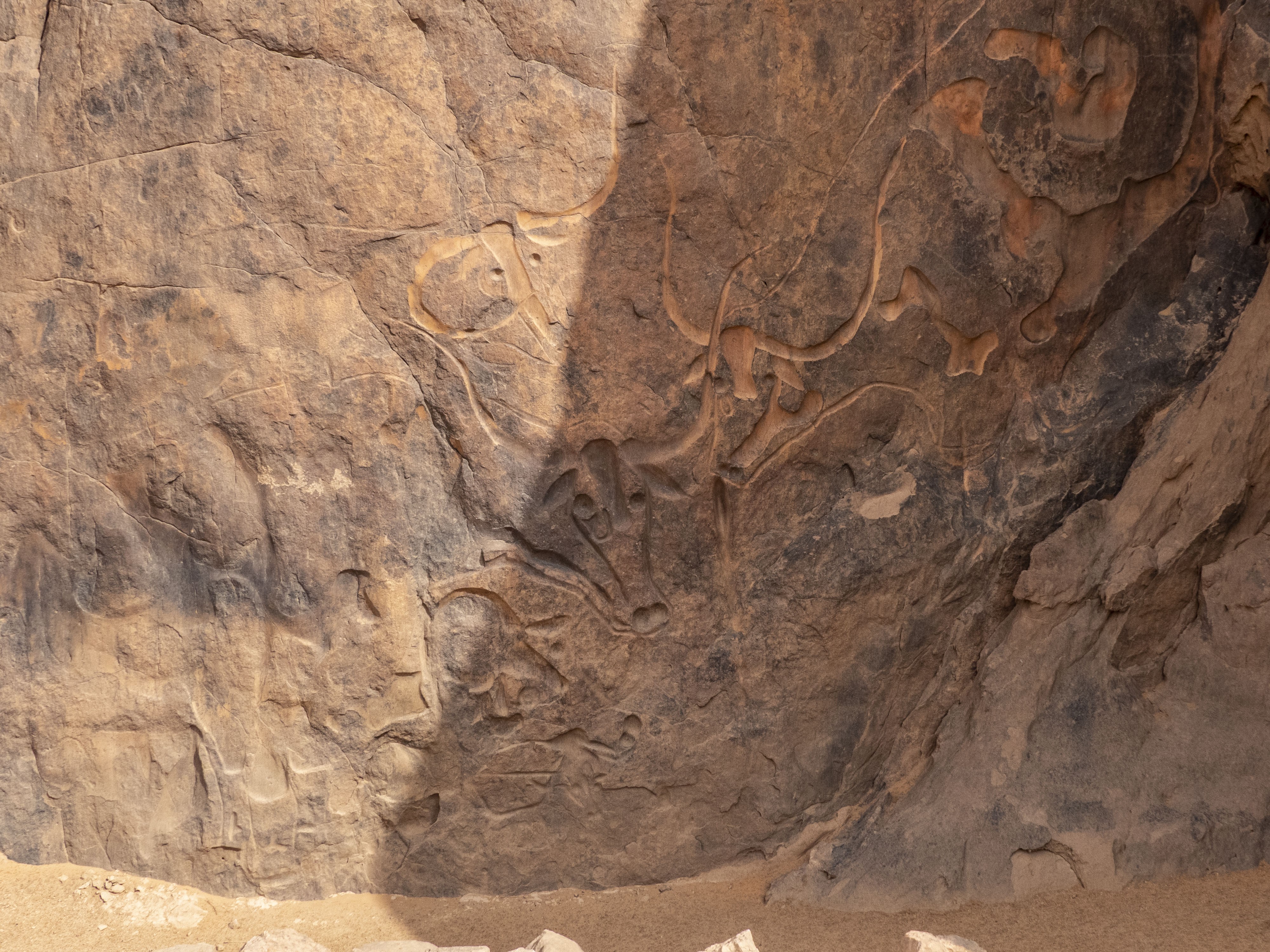
Gravures rupestres de la vache qui pleure.
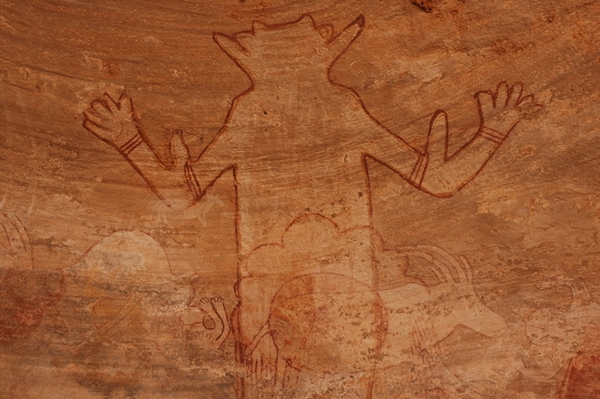
Grand dieu de Séfar.

## Culture

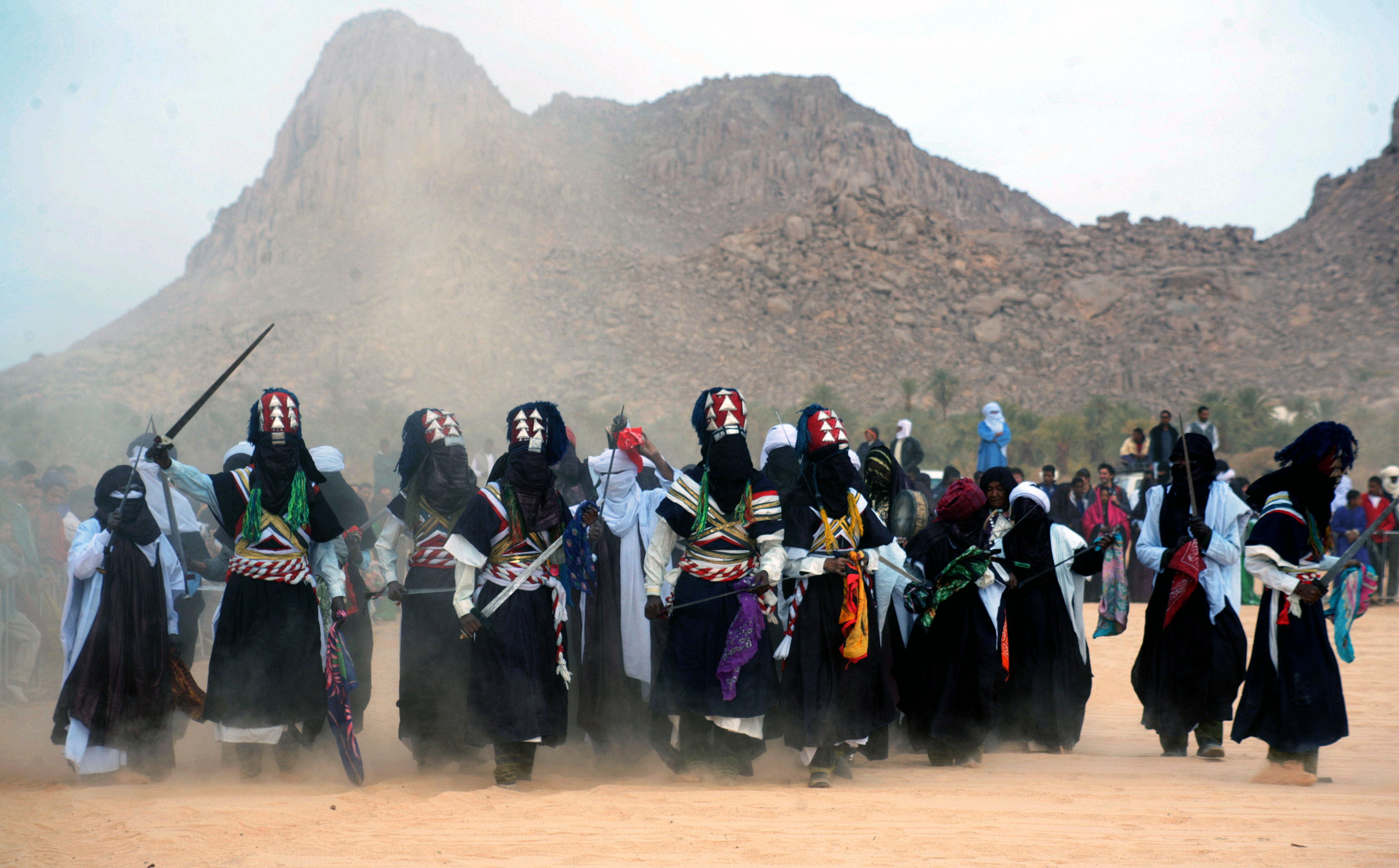
Célébration à Djanet de la fête touarègue de la S'biba.

La principale fête locale s'appelle la Sebeïba (ou S'biba). Elle consiste en un affrontement rituel, sous la forme de musique et de danse, entre les habitants des quartiers Zellouaz et El Mihan. Les jeunes hommes, habillés de leurs plus beaux vêtements et munis de leurs sabres, miment des combats guerriers en dansant dans le lit asséché de l'Idjeriou sous les chants des femmes. En 2014, Le rituel et les cérémonies de la Sebeïba dans l'oasis de Djanet, Algérie intègre la liste représentative du patrimoine culturel immatériel de l'humanité de l'UNESCO.

## Personnalités liées à la ville
- Amoud Ag El Mokhtar (ca. 1856-1927), chef touareg ayant fait de Djanet son fief
- Othmane Bali (1953-2005), chanteur et musicien né et mort à Djanet
- Nabil Bali (1985), chanteur né à Djanet
- Hacène Mermouri, homme politique né à Djanet